# Liga a IV-a 2024-2025
Liga a IV-a 2024-2025 a fost al 83-lea sezon al Ligii a IV-a, al patrulea nivel al sistemului de ligi din fotbalul românesc. Echipele campioane ale fiecărei asociații județene vor juca împotriva uneia dintr-un județ învecinat, într-un baraj pentru promovarea în Liga a III-a. Județele au fost împărțite în șapte regiuni, fiecare formată din șase județe, iar tragerea la sorți a avut loc pe 3 februarie 2025.

## Baraj promovare Liga a III-a
Meciurile s-au jucat pe 22 și 29 iunie 2025.
| Echipa 1                       | Scor gen.      | Echipa 2                         | Tur | Retur |
| ------------------------------ | -------------- | -------------------------------- | --- | ----- |
| Regiunea 1 (Nord-Est)          |                |                                  |     |       |
| Comstar Vaslui (VS)            | w/o            | (BT) Unirea Curtești             | w/o | w/o   |
| CSM Roman (NT)                 | 2–5            | (IS) Moldova Cristești           | 1–2 | 1–3   |
| Cetatea Suceava (SV)           | 8–1            | (BC) AS Bârsănești               | 6–0 | 2–1   |
| Regiunea 2 (Nord-Vest)         |                |                                  |     |       |
| Bihorul Beiuș (BH)             | 4–0            | (CJ) Sticla Arieșul Turda        | 3–0 | 1–0   |
| AS Chieșd (SJ)                 | 4–14           | (SM) Unirea Tășnad               | 2–5 | 2–9   |
| Academica Recea (MM)           | w/o            | (BN) Săgeata Dumbrăvița          | w/o | w/o   |
| Regiunea 3 (Centru)            |                |                                  |     |       |
| Inter Sibiu (SB)               | w/o            | (HR) Unirea Cristuru Secuiesc    | w/o | w/o   |
| ASA Târgu Mureș (MS)           | 1–8            | (BV) CSM Săcele                  | 1–6 | 0–2   |
| Hidro Mecanica Șugag 1984 (AB) | w/o            | (CV) Stăruința Zagon             | w/o | w/o   |
| Regiunea 4 (Vest)              |                |                                  |     |       |
| Viitorul Severin (MH)          | 2–6            | (HD) Unirea DMO                  | 1–4 | 1–2   |
| Unirea Sântana (AR)            | 3–0            | (CS) Nera Bogodinț               | 3–0 | 0–0   |
| CSM Lugoj (TM)                 | 0–1            | (GJ) CSM Târgu Jiu               | 0–0 | 0–1   |
| Regiunea 5 (Sud-Vest)          |                |                                  |     |       |
| Voința Crevedia (DB)           | 4–1            | (OT) Lupii Profa                 | 3–1 | 1–0   |
| CSL Nanov (TR)                 | 2–4            | (VL) FC Păușești Otăsău          | 2–1 | 0–3   |
| CS Cârcea (DJ)                 | 2–3            | (AG) Zimbrii Lerești             | 0–1 | 2–2   |
| Regiunea 6 (Sud)               |                |                                  |     |       |
| Știința București (B)          | 2–2 2–4 d.l.d. | (PH) Teleajenul Vălenii de Munte | 2–0 | 0–2   |
| FC 2018 Rovine (IL)            | 2–14           | (GR) AXI Adunații-Copăceni       | 2–6 | 0–8   |
| Gloria Fundeni (CL)            | 1–11           | (IF) Progresul Mogoșoaia         | 1–7 | 0–4   |
| Regiunea 7 (Sud-Est)           |                |                                  |     |       |
| CS Agigea (CT)                 | 1–0            | (VN) Victoria Gugești            | 1–0 | 0–0   |
| Carpați Nehoiu (BZ)            | 1–3            | (BR) Victoria Traian             | 0–1 | 1–2   |
| Voința Cudalbi (GL)            | 5–3            | (TL) Pescărușul Sarichioi        | 3–2 | 2–1   |

1. 1 2 3  Unirea Curtești, Săgeata Dumbrăvița și Stăruința Zagon nu îndeplinesc condițiile pentru participarea la barajul de promovare în Liga a III-a.
2. ↑  Unirea Cristuru Secuiesc s-a retras din cauza dificultăților financiare.[2]
3. 1 2  Meciurile s-au jucat pe 21 și 28 iunie 2025.

## Clasamente

### Alba
| Loc | Echipa                           | MJ | V  | E | Î  | GM | GP  | DG   | Pct | Calificare sau retrogradare             |
| --- | -------------------------------- | -- | -- | - | -- | -- | --- | ---- | --- | --------------------------------------- |
| 1   | Hidro Mecanica Șugag 1984 (C, Q) | 28 | 22 | 3 | 3  | 89 | 30  | +59  | 69  | Calificare baraj promovare Liga a III-a |
| 2   | Viitorul Sântimbru               | 28 | 21 | 2 | 5  | 95 | 28  | +67  | 65  |                                         |
| 3   | CS Ocna Mureș                    | 28 | 21 | 2 | 5  | 96 | 43  | +53  | 65  |                                         |
| 4   | Performanța Ighiu                | 28 | 19 | 3 | 6  | 78 | 42  | +36  | 60  |                                         |
| 5   | Voința Stremț                    | 28 | 17 | 6 | 5  | 70 | 38  | +32  | 57  |                                         |
| 6   | Industria Galda                  | 28 | 15 | 8 | 5  | 82 | 43  | +39  | 53  |                                         |
| 7   | Inter Unirea                     | 28 | 12 | 3 | 13 | 67 | 60  | +7   | 39  |                                         |
| 8   | Spicul Daia Romană               | 28 | 11 | 4 | 13 | 47 | 47  | 0    | 37  |                                         |
| 9   | Fortuna Lunca Mureșului          | 28 | 9  | 5 | 14 | 49 | 67  | −18  | 32  |                                         |
| 10  | Energia Săsciori                 | 28 | 9  | 3 | 16 | 53 | 59  | −6   | 30  |                                         |
| 11  | Viitorul Vama Seacă              | 28 | 9  | 3 | 16 | 45 | 57  | −12  | 30  |                                         |
| 12  | Academia Șona                    | 28 | 8  | 3 | 17 | 57 | 85  | −28  | 27  |                                         |
| 13  | AFC Micești                      | 28 | 6  | 3 | 19 | 27 | 76  | −49  | 21  |                                         |
| 14  | CS Zlatna (R)                    | 28 | 6  | 1 | 21 | 43 | 87  | −44  | 19  | Retrogradare Liga a V-a Alba            |
| 15  | Limbenii Limba (R)               | 28 | 0  | 1 | 27 | 21 | 157 | −136 | 1   | Retrogradare Liga a V-a Alba            |

### Arad
| Loc | Echipa                | MJ | V  | E  | Î  | GM | GP | DG  | Pct | Calificare sau retrogradare             |
| --- | --------------------- | -- | -- | -- | -- | -- | -- | --- | --- | --------------------------------------- |
| 1   | Unirea Sântana (C, Q) | 24 | 22 | 2  | 0  | 82 | 9  | +73 | 68  | Calificare baraj promovare Liga a III-a |
| 2   | Podgoria Pâncota      | 24 | 16 | 7  | 1  | 62 | 25 | +37 | 55  |                                         |
| 3   | CS Socodor            | 24 | 15 | 6  | 3  | 55 | 25 | +30 | 51  |                                         |
| 4   | Victoria Felnac       | 24 | 15 | 5  | 4  | 56 | 18 | +38 | 50  |                                         |
| 5   | Șoimii Șimand         | 24 | 12 | 5  | 7  | 44 | 31 | +13 | 41  |                                         |
| 6   | Frontiera Curtici     | 24 | 8  | 8  | 8  | 42 | 38 | +4  | 32  |                                         |
| 7   | CS Beliu              | 24 | 9  | 4  | 11 | 45 | 40 | +5  | 31  |                                         |
| 8   | Național Sebiș        | 24 | 8  | 2  | 14 | 28 | 54 | −26 | 26  |                                         |
| 9   | Athletico Vinga       | 24 | 4  | 11 | 9  | 31 | 37 | −6  | 23  |                                         |
| 10  | Voința Macea          | 24 | 6  | 4  | 14 | 37 | 60 | −23 | 22  |                                         |
| 11  | CS Vladimirescu       | 24 | 4  | 6  | 14 | 33 | 57 | −24 | 18  |                                         |
| 12  | Progresul Pecica II   | 24 | 4  | 1  | 19 | 37 | 91 | −54 | 13  |                                         |
| 13  | Victoria Nădlac       | 24 | 2  | 1  | 21 | 30 | 97 | −67 | 7   |                                         |
| 14  | Victoria Zăbrani (D)  | 0  | 0  | 0  | 0  | 0  | 0  | 0   | 0   | S-a retras                              |

1. ↑  Victoria Zăbrani s-a retras după 3 etape și toate rezultatele sale au fost anulate.[4]

### Argeș
| Loc | Echipa                   | MJ | V  | E | Î  | GM  | GP  | DG   | Pct | Calificare sau retrogradare             |
| --- | ------------------------ | -- | -- | - | -- | --- | --- | ---- | --- | --------------------------------------- |
| 1   | Zimbrii Lerești (C, Q)   | 28 | 25 | 2 | 1  | 143 | 16  | +127 | 77  | Calificare baraj promovare Liga a III-a |
| 2   | CS Domnești              | 28 | 22 | 1 | 5  | 119 | 42  | +77  | 67  |                                         |
| 3   | Young Boys Topoloveni    | 28 | 14 | 2 | 12 | 67  | 71  | −4   | 44  |                                         |
| 4   | FC Pitești 2008          | 28 | 13 | 1 | 14 | 65  | 74  | −9   | 40  |                                         |
| 5   | CSC Suseni               | 28 | 12 | 1 | 15 | 56  | 64  | −8   | 37  |                                         |
| 6   | Victoria Buzoești        | 28 | 10 | 4 | 14 | 63  | 75  | −12  | 34  |                                         |
| 7   | DLR Pitești              | 28 | 7  | 2 | 19 | 69  | 106 | −37  | 23  |                                         |
| 8   | Speed Academy Pitești II | 28 | 2  | 1 | 25 | 26  | 160 | −134 | 7   |                                         |

### Bacău
Seria 1
| Loc | Echipa                    | MJ | V  | E | Î  | GM  | GP  | DG   | Pct | Calificare sau retrogradare |
| --- | ------------------------- | -- | -- | - | -- | --- | --- | ---- | --- | --------------------------- |
| 1   | AS Negri                  | 22 | 18 | 2 | 2  | 114 | 33  | +81  | 56  | Fără drept de promovare     |
| 2   | CS Faraoani               | 22 | 16 | 1 | 5  | 62  | 40  | +22  | 49  | Fără drept de promovare     |
| 3   | CSM Moinești (Q)          | 22 | 15 | 3 | 4  | 79  | 27  | +52  | 48  | Calificare play-off         |
| 4   | AFC Bubu (Q)              | 22 | 15 | 2 | 5  | 104 | 34  | +70  | 47  | Calificare play-off         |
| 5   | Siretu Săucești           | 22 | 12 | 4 | 6  | 62  | 37  | +25  | 40  |                             |
| 6   | Viitorul Nicolae Bălcescu | 22 | 10 | 3 | 9  | 56  | 47  | +9   | 33  |                             |
| 7   | Bamirom Dumbrăveni        | 22 | 9  | 0 | 13 | 48  | 56  | −8   | 27  |                             |
| 8   | Voința Bacău              | 22 | 8  | 2 | 12 | 41  | 61  | −20  | 26  |                             |
| 9   | Gauss Bacău               | 22 | 7  | 2 | 13 | 41  | 103 | −62  | 23  |                             |
| 10  | Unirea Bacău              | 22 | 5  | 2 | 15 | 46  | 72  | −26  | 17  |                             |
| 11  | Flamura Roșie Sascut      | 22 | 4  | 2 | 16 | 36  | 68  | −32  | 14  |                             |
| 12  | Viitorul Dămienești       | 22 | 1  | 1 | 20 | 40  | 151 | −111 | 4   |                             |

Seria 2
| Loc | Echipa                      | MJ | V  | E | Î  | GM  | GP | DG  | Pct | Calificare sau retrogradare |
| --- | --------------------------- | -- | -- | - | -- | --- | -- | --- | --- | --------------------------- |
| 1   | AS Bârsănești (Q)           | 16 | 16 | 0 | 0  | 107 | 11 | +96 | 48  | Calificare play-off         |
| 2   | Vulturul Măgirești (Q)      | 16 | 12 | 0 | 4  | 67  | 43 | +24 | 36  | Calificare play-off         |
| 3   | CS Dofteana                 | 16 | 11 | 1 | 4  | 51  | 29 | +22 | 34  |                             |
| 4   | Măgura Cașin                | 16 | 9  | 1 | 6  | 31  | 35 | −4  | 28  |                             |
| 5   | Gloria Zemeș                | 16 | 5  | 2 | 9  | 41  | 45 | −4  | 17  |                             |
| 6   | Bradul Mănăstirea Cașin     | 16 | 4  | 1 | 11 | 18  | 55 | −37 | 13  |                             |
| 7   | Voința Oituz                | 16 | 3  | 3 | 10 | 34  | 64 | −30 | 12  |                             |
| 8   | Măgura Târgu Ocna           | 16 | 4  | 0 | 12 | 23  | 70 | −47 | 12  |                             |
| 9   | Uzu Dărmănești              | 16 | 4  | 0 | 12 | 19  | 39 | −20 | 12  |                             |
| 10  | Viitorul Berești-Tazlău (D) | 0  | 0  | 0 | 0  | 0   | 0  | 0   | 0   | S-a retras                  |

1. ↑  Viitorul Berești-Tazlău s-a retras după 3 etape, iar toate rezultatele sale au fost anulate.

Play-off 
Primele două echipe din fiecare serie a sezonului regulat s-au înfruntat între ele de câte două ori (șase meciuri pentru fiecare echipă). Echipele au început play-off-ul de campionat păstrând rezultatele obținute în sezonul regulat, dar doar pe cele înregistrate împotriva formațiilor clasate pe locurile 1–9. Doar cluburile cu personalitate juridică și certificat de identitate sportivă (C.I.S.) valabil, emis de Ministerul Tineretului și Sportului, au avut drept de participare în play-off.
| Loc | Echipa               | MJ | V | E | Î | GM  | GP | DG   | Pct | Calificare                              |
| --- | -------------------- | -- | - | - | - | --- | -- | ---- | --- | --------------------------------------- |
| 1   | AS Bârsănești (C, Q) | 6  | 3 | 3 | 0 | 129 | 18 | +111 | 60  | Calificare baraj promovare Liga a III-a |
| 2   | Vulturul Măgirești   | 6  | 2 | 3 | 1 | 80  | 51 | +29  | 45  |                                         |
| 3   | AFC Bubu             | 6  | 2 | 0 | 4 | 79  | 50 | +29  | 35  |                                         |
| 4   | CSM Moinești         | 6  | 1 | 2 | 3 | 55  | 43 | +12  | 35  |                                         |

### Bihor
| Loc | Echipa                     | MJ | V  | E | Î  | GM  | GP  | DG   | Pct | Calificare                              |
| --- | -------------------------- | -- | -- | - | -- | --- | --- | ---- | --- | --------------------------------------- |
| 1   | Bihorul Beiuș (C, Q)       | 30 | 27 | 2 | 1  | 167 | 12  | +155 | 83  | Calificare baraj promovare Liga a III-a |
| 2   | CA Oradea                  | 30 | 25 | 4 | 1  | 128 | 32  | +96  | 79  |                                         |
| 3   | CS Oșorhei                 | 30 | 23 | 1 | 6  | 105 | 27  | +78  | 70  |                                         |
| 4   | Transilvania Sport Academy | 30 | 19 | 2 | 9  | 100 | 49  | +51  | 59  |                                         |
| 5   | Olimpia Salonta            | 30 | 18 | 3 | 9  | 77  | 41  | +36  | 57  |                                         |
| 6   | Universitatea Oradea       | 30 | 17 | 3 | 10 | 109 | 68  | +41  | 54  |                                         |
| 7   | Foresta Tileagd            | 30 | 16 | 3 | 11 | 85  | 59  | +26  | 51  |                                         |
| 8   | CSO Ștei                   | 30 | 15 | 4 | 11 | 64  | 64  | 0    | 49  |                                         |
| 9   | Unirea Valea lui Mihai     | 30 | 15 | 1 | 14 | 89  | 61  | +28  | 46  |                                         |
| 10  | Crișul Aleșd               | 30 | 11 | 3 | 16 | 53  | 75  | −22  | 36  |                                         |
| 11  | Victoria Avram Iancu       | 30 | 10 | 2 | 18 | 68  | 105 | −37  | 32  |                                         |
| 12  | CS Vadu Crișului           | 30 | 7  | 2 | 21 | 53  | 98  | −45  | 23  |                                         |
| 13  | Voința Cheresig            | 30 | 6  | 4 | 20 | 47  | 100 | −53  | 22  |                                         |
| 14  | CSC Hidișelu de Sus        | 30 | 6  | 4 | 20 | 51  | 143 | −92  | 22  |                                         |
| 15  | Izvorul Cociuba Mare (R)   | 30 | 3  | 4 | 23 | 31  | 131 | −100 | 13  | Retrogradare Liga a V-a Bihor           |
| 16  | AS Olcea (R)               | 30 | 0  | 2 | 28 | 21  | 183 | −162 | 2   | Retrogradare Liga a V-a Bihor           |

### Bistrița-Năsăud
| Loc | Echipa                    | MJ | V  | E | Î  | GM | GP  | DG  | Pct | Calificare                              |
| --- | ------------------------- | -- | -- | - | -- | -- | --- | --- | --- | --------------------------------------- |
| 1   | Săgeata Dumbrăvița (C, Q) | 22 | 17 | 4 | 1  | 89 | 31  | +58 | 55  | Calificare baraj promovare Liga a III-a |
| 2   | Viitorul Livezile         | 22 | 17 | 2 | 3  | 84 | 23  | +61 | 53  |                                         |
| 3   | Dinamo Uriu               | 22 | 16 | 1 | 5  | 76 | 31  | +45 | 49  |                                         |
| 4   | Minerul Rodna             | 22 | 14 | 2 | 6  | 80 | 37  | +43 | 44  |                                         |
| 5   | Progresul Năsăud          | 22 | 10 | 6 | 6  | 53 | 35  | +18 | 36  |                                         |
| 6   | Silvicultorul Maieru      | 22 | 10 | 3 | 9  | 55 | 48  | +7  | 33  |                                         |
| 7   | Atletico Monor            | 22 | 10 | 3 | 9  | 50 | 49  | +1  | 33  |                                         |
| 8   | Hebe Sângeorz-Băi         | 22 | 6  | 3 | 13 | 31 | 46  | −15 | 21  |                                         |
| 9   | Viticola Lechința         | 22 | 6  | 2 | 14 | 48 | 66  | −18 | 20  |                                         |
| 10  | Eciro Forest Telciu       | 22 | 6  | 1 | 15 | 34 | 76  | −42 | 19  |                                         |
| 11  | Prosomeș Feldru (R)       | 22 | 3  | 3 | 16 | 28 | 90  | −62 | 12  | Retrogradare Liga a V-a Bistrița-Năsăud |
| 12  | Real Teaca (R)            | 22 | 1  | 2 | 19 | 31 | 127 | −96 | 5   | Retrogradare Liga a V-a Bistrița-Năsăud |

### Botoșani
| Loc | Echipa                  | MJ | V  | E | Î  | GM | GP  | DG  | Pct | Calificare                              |
| --- | ----------------------- | -- | -- | - | -- | -- | --- | --- | --- | --------------------------------------- |
| 1   | Unirea Curtești (C, Q)  | 26 | 22 | 3 | 1  | 84 | 27  | +57 | 69  | Calificare baraj promovare Liga a III-a |
| 2   | Partizanul Tudora       | 26 | 18 | 3 | 5  | 81 | 33  | +48 | 57  |                                         |
| 3   | Inter Dorohoi           | 26 | 17 | 4 | 5  | 95 | 31  | +64 | 55  |                                         |
| 4   | AS 2000 Bucecea         | 26 | 15 | 6 | 5  | 58 | 23  | +35 | 51  |                                         |
| 5   | Nord Păltiniș           | 26 | 14 | 2 | 10 | 63 | 52  | +11 | 44  |                                         |
| 6   | Sportivul Trușești      | 26 | 13 | 3 | 10 | 60 | 54  | +6  | 42  |                                         |
| 7   | FC Sulița               | 26 | 13 | 2 | 11 | 90 | 65  | +25 | 41  |                                         |
| 8   | Prosport Gloria Ultra   | 26 | 12 | 5 | 9  | 63 | 61  | +2  | 41  |                                         |
| 9   | Viitorul Borzești       | 26 | 8  | 3 | 15 | 41 | 58  | −17 | 27  |                                         |
| 10  | ACS Epureni             | 26 | 8  | 3 | 15 | 47 | 77  | −30 | 27  |                                         |
| 11  | Sportul Flămânzi        | 26 | 7  | 4 | 15 | 40 | 87  | −47 | 25  |                                         |
| 12  | Voința Șendriceni       | 26 | 7  | 2 | 17 | 37 | 67  | −30 | 23  |                                         |
| 13  | Viitorul Gorbănești (R) | 26 | 5  | 1 | 20 | 53 | 96  | −43 | 16  | Retrogradare Liga a V-a Botoșani        |
| 14  | Zorile Havârna (R)      | 26 | 1  | 3 | 22 | 31 | 112 | −81 | 3   | Retrogradare Liga a V-a Botoșani        |

1. ↑  Zorile Havârna a fost penalizată cu 3 puncte.

### Brașov
| Loc | Echipa              | MJ | V  | E | Î  | GM  | GP  | DG   | Pct | Calificare                              |
| --- | ------------------- | -- | -- | - | -- | --- | --- | ---- | --- | --------------------------------------- |
| 1   | CSM Săcele (C, Q)   | 24 | 22 | 1 | 1  | 128 | 14  | +114 | 67  | Calificare baraj promovare Liga a III-a |
| 2   | Inter Cristian      | 24 | 18 | 4 | 2  | 83  | 22  | +61  | 58  |                                         |
| 3   | Unirea Hărman       | 24 | 14 | 4 | 6  | 55  | 25  | +30  | 46  |                                         |
| 4   | Aripile Brașov      | 24 | 12 | 5 | 7  | 63  | 39  | +24  | 41  |                                         |
| 5   | CSM Făgăraș         | 24 | 10 | 7 | 7  | 66  | 39  | +27  | 37  |                                         |
| 6   | Teutonii Ghimbav    | 24 | 9  | 7 | 8  | 51  | 33  | +18  | 34  |                                         |
| 7   | Chimia Victoria     | 24 | 9  | 6 | 9  | 48  | 51  | −3   | 33  |                                         |
| 8   | Corona Brașov       | 24 | 9  | 4 | 11 | 47  | 40  | +7   | 31  |                                         |
| 9   | Bucegi Moieciu      | 24 | 8  | 2 | 14 | 51  | 58  | −7   | 26  |                                         |
| 10  | ACS Hălchiu         | 24 | 7  | 2 | 15 | 51  | 78  | −27  | 23  |                                         |
| 11  | Olimpic Zărnești II | 24 | 5  | 6 | 13 | 40  | 77  | −37  | 21  |                                         |
| 12  | ACS Hoghiz          | 24 | 6  | 2 | 16 | 38  | 76  | −38  | 20  |                                         |
| 13  | Carpați Berivoi     | 24 | 1  | 2 | 21 | 24  | 193 | −169 | 5   |                                         |
| 14  | FS Voila (D)        | 0  | 0  | 0 | 0  | 0   | 0   | 0    | 0   | S-au retras                             |
| 15  | ACS Vulcan 2008 (D) | 0  | 0  | 0 | 0  | 0   | 0   | 0    | 0   | S-au retras                             |

1. ↑  FS Voila s-a retras după 10 etape, iar toate rezultatele sale au fost anulate.[14]
2. ↑  ACS Vulcan 2008 s-a retras după 13 etape, iar toate rezultatele sale au fost anulate.[15]

### Brăila
| Loc | Echipa                    | MJ | V  | E | Î  | GM | GP  | DG   | Pct | Calificare                              |
| --- | ------------------------- | -- | -- | - | -- | -- | --- | ---- | --- | --------------------------------------- |
| 1   | Victoria Traian (C, Q)    | 22 | 21 | 1 | 0  | 96 | 12  | +84  | 64  | Calificare baraj promovare Liga a III-a |
| 2   | Viitorul Ianca            | 22 | 16 | 3 | 3  | 71 | 20  | +51  | 51  |                                         |
| 3   | CSC Cazasu                | 22 | 16 | 3 | 3  | 70 | 26  | +44  | 51  |                                         |
| 4   | Sportul Chiscani          | 22 | 12 | 4 | 6  | 62 | 29  | +33  | 40  |                                         |
| 5   | Daous Dava 2018 Brăila    | 22 | 12 | 2 | 8  | 60 | 34  | +26  | 38  |                                         |
| 6   | Șoimii Tudor Vladimirescu | 22 | 10 | 2 | 10 | 69 | 53  | +16  | 32  |                                         |
| 7   | Viitorul Galbenu          | 22 | 8  | 6 | 8  | 52 | 48  | +4   | 30  |                                         |
| 8   | CS Făurei                 | 22 | 9  | 2 | 11 | 66 | 55  | +11  | 29  |                                         |
| 9   | Suporter Club Brăila      | 22 | 6  | 2 | 14 | 38 | 57  | −19  | 20  |                                         |
| 10  | Tricolorul Lanurile       | 22 | 6  | 1 | 15 | 44 | 71  | −27  | 19  |                                         |
| 11  | Viitorul Însurăței (R)    | 22 | 2  | 0 | 20 | 25 | 172 | −147 | 6   | Retrogradare Liga a V-a Brăila          |
| 12  | Luceafărul Brăila (R)     | 22 | 1  | 0 | 21 | 11 | 87  | −76  | 3   | Retrogradare Liga a V-a Brăila          |

### București
| Loc | Echipa                    | MJ | V  | E | Î  | GM  | GP  | DG   | Pct | Calificare sau retrogradare       |
| --- | ------------------------- | -- | -- | - | -- | --- | --- | ---- | --- | --------------------------------- |
| 1   | Știința București         | 22 | 20 | 1 | 1  | 113 | 8   | +105 | 61  | Calificare play-off               |
| 2   | Omega București           | 22 | 18 | 2 | 2  | 133 | 12  | +121 | 56  | Calificare play-off               |
| 3   | Daco-Getica București     | 22 | 17 | 1 | 4  | 99  | 21  | +78  | 52  | Calificare play-off               |
| 4   | Centrul German de Fotbal  | 22 | 15 | 2 | 5  | 117 | 17  | +100 | 47  | Calificare play-off               |
| 5   | Progresul 2005 București  | 22 | 15 | 2 | 5  | 97  | 37  | +60  | 47  |                                   |
| 6   | Metaloglobus București II | 22 | 12 | 1 | 9  | 51  | 37  | +14  | 37  |                                   |
| 7   | Romprim București         | 22 | 9  | 0 | 13 | 43  | 66  | −23  | 27  |                                   |
| 8   | Sportul D&A București     | 22 | 7  | 1 | 14 | 48  | 84  | −36  | 22  |                                   |
| 9   | ACP 3 Kids Sport          | 22 | 5  | 1 | 16 | 58  | 75  | −17  | 16  |                                   |
| 10  | Rapid FNG București       | 22 | 5  | 1 | 16 | 32  | 153 | −121 | 16  |                                   |
| 11  | Alexandru Văidean         | 22 | 2  | 0 | 20 | 18  | 161 | −143 | 6   | Retrogradare Liga a V-a București |
| 12  | NFC Arena                 | 22 | 1  | 0 | 21 | 18  | 156 | −138 | 3   | Retrogradare Liga a V-a București |

Play-off 
Play-off-ul pentru campionat s-a jucat într-un turneu sistem „fiecare cu fiecare”, într-o singură manșă, între cele mai bune patru echipe din sezonul regulat. În funcție de locul ocupat în sezonul regulat, echipele au început play-off-ul cu următorul punctaj: locul 1 – 3 puncte, locul 2 – 2 puncte, locul 3 – 1 punct, locul 4 – 0 puncte.
| Loc | Echipa                   | MJ | V | E | Î | GM | GP | DG | Pct | Calificare                              |
| --- | ------------------------ | -- | - | - | - | -- | -- | -- | --- | --------------------------------------- |
| 1   | Știința București (C, Q) | 3  | 3 | 0 | 0 | 6  | 1  | +5 | 12  | Calificare baraj promovare Liga a III-a |
| 2   | Omega București          | 3  | 2 | 0 | 1 | 8  | 2  | +6 | 8   |                                         |
| 3   | Centrul German de Fotbal | 3  | 1 | 0 | 2 | 3  | 6  | −3 | 3   |                                         |
| 4   | Daco-Getica București    | 3  | 0 | 0 | 3 | 4  | 12 | −8 | 1   |                                         |

### Buzău
| Loc | Echipa              | MJ | V  | E | Î  | GM | GP | DG  | Pct | Calificare          |
| --- | ------------------- | -- | -- | - | -- | -- | -- | --- | --- | ------------------- |
| 1   | Carpați Nehoiu      | 15 | 12 | 1 | 2  | 49 | 7  | +42 | 37  | Calificare play-off |
| 2   | Team Săgeata        | 15 | 11 | 2 | 2  | 39 | 21 | +18 | 35  | Calificare play-off |
| 3   | Montana Pătârlagele | 15 | 10 | 2 | 3  | 27 | 19 | +8  | 32  | Calificare play-off |
| 4   | Petrolul Berca      | 15 | 9  | 3 | 3  | 38 | 10 | +28 | 30  | Calificare play-off |
| 5   | Gloria Vadu Pașii   | 15 | 9  | 3 | 3  | 37 | 13 | +24 | 30  | Calificare play-off |
| 6   | Voința Lanurile     | 15 | 8  | 2 | 5  | 41 | 24 | +17 | 26  | Calificare play-off |
| 7   | Știința Cernătești  | 15 | 7  | 4 | 4  | 40 | 29 | +11 | 25  | Calificare play-off |
| 8   | Voința Balta Albă   | 15 | 7  | 4 | 4  | 32 | 23 | +9  | 25  | Calificare play-off |
| 9   | Pescărușul Luciu    | 15 | 6  | 3 | 6  | 39 | 34 | +5  | 21  | Calificare play-out |
| 10  | Recolta Sălcioara   | 15 | 6  | 0 | 9  | 30 | 34 | −4  | 18  | Calificare play-out |
| 11  | Unirea Stâlpu       | 15 | 5  | 0 | 10 | 27 | 58 | −31 | 15  | Calificare play-out |
| 12  | Viitorul Gherăseni  | 15 | 4  | 2 | 9  | 21 | 38 | −17 | 14  | Calificare play-out |
| 13  | Șoimii Siriu        | 15 | 4  | 1 | 10 | 24 | 65 | −41 | 13  | Calificare play-out |
| 14  | Progresul Beceni    | 15 | 3  | 1 | 11 | 17 | 30 | −13 | 10  | Calificare play-out |
| 15  | ASC Vernești        | 15 | 3  | 1 | 11 | 22 | 41 | −19 | 7   | Calificare play-out |
| 16  | Recolta Smeeni      | 15 | 1  | 1 | 13 | 20 | 57 | −37 | 4   | Calificare play-out |

1. ↑  ASC Vernești a fost penalizată cu 3 puncte.

Play-off 
| Loc | Echipa                | MJ | V  | E | Î  | GM | GP | DG  | Pct | Calificare                              |
| --- | --------------------- | -- | -- | - | -- | -- | -- | --- | --- | --------------------------------------- |
| 1   | Carpați Nehoiu (C, Q) | 14 | 11 | 3 | 0  | 34 | 6  | +28 | 73  | Calificare baraj promovare Liga a III-a |
| 2   | Team Săgeata          | 14 | 8  | 1 | 5  | 31 | 27 | +4  | 60  |                                         |
| 3   | Gloria Vadu Pașii     | 14 | 8  | 2 | 4  | 30 | 17 | +13 | 56  |                                         |
| 4   | Montana Pătârlagele   | 14 | 7  | 2 | 5  | 19 | 22 | −3  | 55  |                                         |
| 5   | Petrolul Berca        | 14 | 5  | 2 | 7  | 33 | 29 | +4  | 47  |                                         |
| 6   | Voința Lanurile       | 14 | 5  | 4 | 5  | 37 | 24 | +13 | 44  |                                         |
| 7   | Știința Cernătești    | 14 | 2  | 1 | 11 | 18 | 41 | −23 | 32  |                                         |
| 8   | Voința Balta Albă     | 14 | 1  | 3 | 10 | 18 | 54 | −36 | 31  |                                         |

1. ↑  Voința Lanurile a fost penalizată cu 1 punct.

Play-out 
| Loc | Echipa               | MJ | V  | E | Î  | GM | GP | DG  | Pct | Retrogradare                  |
| --- | -------------------- | -- | -- | - | -- | -- | -- | --- | --- | ----------------------------- |
| 9   | Viitorul Gherăseni   | 14 | 10 | 2 | 2  | 34 | 13 | +21 | 46  |                               |
| 10  | Pescărușul Luciu     | 14 | 8  | 1 | 5  | 37 | 21 | +16 | 46  |                               |
| 11  | Recolta Sălcioara    | 14 | 7  | 1 | 6  | 21 | 21 | 0   | 40  |                               |
| 12  | Șoimii Siriu         | 14 | 7  | 0 | 7  | 26 | 41 | −15 | 34  |                               |
| 13  | ASC Vernești         | 14 | 7  | 2 | 5  | 28 | 19 | +9  | 30  |                               |
| 14  | Unirea Stâlpu        | 14 | 4  | 0 | 10 | 25 | 37 | −12 | 27  |                               |
| 15  | Recolta Smeeni (R)   | 14 | 6  | 1 | 7  | 29 | 36 | −7  | 23  | Retrogradare Liga a V-a Buzău |
| 16  | Progresul Beceni (R) | 14 | 3  | 1 | 10 | 24 | 36 | −12 | 20  | Retrogradare Liga a V-a Buzău |

### Caraș-Severin
| Loc | Echipa                      | MJ | V  | E | Î  | GM  | GP  | DG   | Pct | Calificare                              |
| --- | --------------------------- | -- | -- | - | -- | --- | --- | ---- | --- | --------------------------------------- |
| 1   | Nera Bogodinț (C, Q)        | 24 | 24 | 0 | 0  | 116 | 15  | +101 | 72  | Calificare baraj promovare Liga a III-a |
| 2   | Viitorul Armeniș            | 24 | 16 | 2 | 6  | 69  | 24  | +45  | 50  |                                         |
| 3   | Voința Șoșdea               | 24 | 15 | 3 | 6  | 64  | 38  | +26  | 48  |                                         |
| 4   | CS Moldova Nouă             | 24 | 13 | 2 | 9  | 84  | 34  | +50  | 41  |                                         |
| 5   | Voința Vrani                | 24 | 12 | 3 | 9  | 76  | 59  | +17  | 39  |                                         |
| 6   | Nera Bozovici               | 24 | 11 | 5 | 8  | 87  | 67  | +20  | 38  |                                         |
| 7   | Narcisa Zervești            | 24 | 12 | 0 | 12 | 69  | 64  | +5   | 36  |                                         |
| 8   | CSO Anina                   | 24 | 10 | 3 | 11 | 69  | 66  | +3   | 33  |                                         |
| 9   | CS Oravița                  | 24 | 9  | 4 | 11 | 50  | 55  | −5   | 31  |                                         |
| 10  | Minerul Dognecea            | 24 | 9  | 3 | 12 | 70  | 55  | +15  | 30  |                                         |
| 11  | CS Oțelu Roșu               | 24 | 7  | 1 | 16 | 40  | 145 | −105 | 22  |                                         |
| 12  | CS Mehadia                  | 24 | 4  | 0 | 20 | 20  | 126 | −106 | 12  |                                         |
| 13  | Mundo Reșița                | 24 | 0  | 0 | 24 | 14  | 86  | −72  | 0   |                                         |
| 14  | Magica Balta Caransebeș (D) | 0  | 0  | 0 | 0  | 0   | 0   | 0    | 0   | S-a retras                              |

1. ↑  Mundo Reșița s-a retras după 14 etape și a pierdut toate meciurile din retur cu scorul de 0–3.
2. ↑  Magica Balta Caransebeș s-a retras după 13 etape, iar toate rezultatele sale au fost anulate.[23]

### Călărași
Seria Vest
| Loc | Echipa               | MJ | V  | E | Î  | GM | GP | DG  | Pct | Calificare          |
| --- | -------------------- | -- | -- | - | -- | -- | -- | --- | --- | ------------------- |
| 1   | Viitorul Dragoș Vodă | 14 | 10 | 2 | 2  | 36 | 14 | +22 | 32  | Calificare play-off |
| 2   | Gloria Fundeni       | 14 | 11 | 1 | 2  | 36 | 15 | +21 | 34  | Calificare play-off |
| 3   | CSM Oltenița         | 14 | 7  | 2 | 5  | 28 | 16 | +12 | 23  | Calificare play-off |
| 4   | Victoria Chirnogi    | 14 | 6  | 3 | 5  | 16 | 10 | +6  | 21  | Calificare play-off |
| 5   | Victoria Lehliu      | 14 | 6  | 2 | 6  | 27 | 23 | +4  | 20  | Calificare play-out |
| 6   | Unirea Mânăstirea    | 14 | 4  | 3 | 7  | 22 | 27 | −5  | 15  | Calificare play-out |
| 7   | Steaua Radovanu      | 14 | 3  | 2 | 9  | 16 | 27 | −11 | 11  | Calificare play-out |
| 8   | Viitorul Sărulești   | 14 | 1  | 1 | 12 | 8  | 57 | −49 | 4   | Calificare play-out |
| 9   | Partizan Crivăț (D)  | 0  | 0  | 0 | 0  | 0  | 0  | 0   | 0   | S-a retras          |

1. ↑  Partizan Crivăț s-a retras după 3 etape, iar toate rezultatele sale au fost anulate.

Seria Est
| Loc | Echipa                 | MJ | V  | E | Î  | GM | GP | DG  | Pct | Calificare          |
| --- | ---------------------- | -- | -- | - | -- | -- | -- | --- | --- | ------------------- |
| 1   | Dunărea Ciocănești     | 16 | 13 | 1 | 2  | 75 | 14 | +61 | 40  | Calificare play-off |
| 2   | Spicul Vâlcelele       | 16 | 15 | 0 | 1  | 77 | 9  | +68 | 45  | Calificare play-off |
| 3   | ACS Roseți             | 16 | 11 | 1 | 4  | 51 | 18 | +33 | 34  | Calificare play-off |
| 4   | Dunărea Grădiștea      | 16 | 9  | 1 | 6  | 40 | 20 | +20 | 28  | Calificare play-off |
| 5   | Zarea Cuza Vodă        | 16 | 8  | 1 | 7  | 30 | 34 | −4  | 25  | Calificare play-out |
| 6   | Dunărea Călărași II    | 16 | 6  | 2 | 8  | 34 | 29 | +5  | 20  | Calificare play-out |
| 7   | AS Gâldău              | 16 | 3  | 2 | 11 | 26 | 61 | −35 | 11  | Calificare play-out |
| 8   | Unirea Dragalina       | 16 | 1  | 3 | 12 | 25 | 91 | −66 | 6   | Calificare play-out |
| 9   | Conpet Ștefan cel Mare | 16 | 0  | 1 | 15 | 12 | 94 | −82 | 1   | Calificare play-out |

Play-off 
Seria Vest
| Loc | Echipa               | MJ | V | E | Î | GM | GP | DG | Pct | Calificare        |
| --- | -------------------- | -- | - | - | - | -- | -- | -- | --- | ----------------- |
| 1   | Gloria Fundeni (Q)   | 6  | 4 | 0 | 2 | 7  | 5  | +2 | 29  | Calificare finală |
| 2   | Victoria Chirnogi    | 6  | 5 | 0 | 1 | 12 | 4  | +8 | 27  |                   |
| 3   | Viitorul Dragoș Vodă | 6  | 2 | 1 | 3 | 6  | 8  | −2 | 23  |                   |
| 4   | CSM Oltenița         | 6  | 0 | 1 | 5 | 4  | 12 | −8 | 13  |                   |

Seria Est
| Loc | Echipa               | MJ | V | E | Î | GM | GP | DG  | Pct | Calificare        |
| --- | -------------------- | -- | - | - | - | -- | -- | --- | --- | ----------------- |
| 1   | Spicul Vâlcelele (Q) | 6  | 5 | 0 | 1 | 21 | 7  | +14 | 38  | Calificare finală |
| 2   | Dunărea Ciocănești   | 6  | 4 | 0 | 2 | 15 | 7  | +8  | 32  |                   |
| 3   | ACS Roseți           | 6  | 2 | 0 | 4 | 7  | 14 | −7  | 23  |                   |
| 4   | Dunărea Grădiștea    | 6  | 1 | 0 | 5 | 8  | 23 | −15 | 17  |                   |

Play-out 
Seria Vest 
| Loc | Echipa             | MJ | V | E | Î | GM | GP | DG  | Pct | Retrogradare                                 |
| --- | ------------------ | -- | - | - | - | -- | -- | --- | --- | -------------------------------------------- |
| 5   | Victoria Lehliu    | 5  | 4 | 1 | 0 | 27 | 4  | +23 | 23  |                                              |
| 6   | Unirea Mânăstirea  | 5  | 3 | 1 | 1 | 15 | 11 | +4  | 18  |                                              |
| 7   | Steaua Radovanu    | 6  | 2 | 2 | 2 | 15 | 8  | +7  | 14  |                                              |
| 8   | Viitorul Sărulești | 6  | 0 | 0 | 6 | 6  | 40 | −34 | 2   | Posibilă retrogradare în Liga a V-a Călărași |
| 9   | Partizan Crivăț    | 0  | 0 | 0 | 0 | 0  | 0  | 0   | 0   | S-a retras                                   |

Seria Est 
| Loc | Echipa                 | MJ | V | E | Î | GM | GP | DG  | Pct | Retrogradare                                 |
| --- | ---------------------- | -- | - | - | - | -- | -- | --- | --- | -------------------------------------------- |
| 5   | Zarea Cuza Vodă        | 8  | 8 | 0 | 0 | 44 | 5  | +39 | 37  |                                              |
| 6   | Dunărea Călărași II    | 8  | 4 | 1 | 3 | 25 | 13 | +12 | 23  |                                              |
| 7   | AS Gâldău              | 8  | 3 | 1 | 4 | 12 | 25 | −13 | 16  |                                              |
| 8   | Unirea Dragalina       | 8  | 4 | 0 | 4 | 22 | 28 | −6  | 15  | Posibilă retrogradare în Liga a V-a Călărași |
| 9   | Conpet Ștefan cel Mare | 8  | 0 | 0 | 8 | 10 | 42 | −32 | 1   | Retrogradare Liga a V-a Călărași             |

Finala campionatului 
Meciul s-a jucat pe 14 iunie 2025, pe Stadionul Comunal din Ciocănești.
| Echipa 1         | Scor | Echipa 2       |
| ---------------- | ---- | -------------- |
| Spicul Vâlcelele | 1–3  | Gloria Fundeni |

Gloria Fundeni a câștigat Liga a IV-a Călărași și s-a calificat pentru barajul de promovare în Liga a III-a.

### Cluj
| Loc | Echipa                        | MJ | V  | E | Î  | GM | GP | DG  | Pct | Calificare sau retrogradare |
| --- | ----------------------------- | -- | -- | - | -- | -- | -- | --- | --- | --------------------------- |
| 1   | Avântul Bizonii Recea-Cristur | 18 | 15 | 1 | 2  | 61 | 22 | +39 | 46  | Qualification to play-off   |
| 2   | Sticla Arieșul Turda          | 18 | 15 | 0 | 3  | 61 | 21 | +40 | 45  | Qualification to play-off   |
| 3   | Victoria Viișoara             | 18 | 14 | 2 | 2  | 91 | 18 | +73 | 44  | Qualification to play-off   |
| 4   | Arieșul Mihai Viteazu         | 18 | 12 | 1 | 5  | 54 | 32 | +22 | 37  | Qualification to play-off   |
| 5   | ȘF Dan Matei Cluj-Napoca      | 18 | 8  | 0 | 10 | 32 | 58 | −26 | 24  | Qualification to play-out   |
| 6   | Atletic Olimpia Gherla        | 18 | 6  | 1 | 11 | 39 | 40 | −1  | 19  | Qualification to play-out   |
| 7   | Unirea Iclod                  | 18 | 6  | 0 | 12 | 44 | 51 | −7  | 18  | Qualification to play-out   |
| 8   | Sănătatea Cluj II             | 18 | 5  | 0 | 13 | 31 | 57 | −26 | 15  | Qualification to play-out   |
| 9   | Juniorul Cluj                 | 18 | 4  | 1 | 13 | 35 | 83 | −48 | 13  | Qualification to play-out   |
| 10  | AF Florești                   | 18 | 2  | 0 | 16 | 23 | 89 | −66 | 6   | Qualification to play-out   |

Play-off 
Play-off-ul campionatului s-a disputat într-un sistem tur-retur, între cele mai bune patru echipe din sezonul regulat. Echipele au început play-off-ul cu toate punctele acumulate în sezonul regulat.
| Loc | Echipa                        | MJ | V | E | Î | GM | GP | DG  | Pct | Calificare                              |
| --- | ----------------------------- | -- | - | - | - | -- | -- | --- | --- | --------------------------------------- |
| 1   | Sticla Arieșul Turda (C, Q)   | 6  | 3 | 2 | 1 | 12 | 9  | +3  | 56  | Calificare baraj promovare Liga a III-a |
| 2   | Victoria Viișoara             | 6  | 3 | 2 | 1 | 15 | 10 | +5  | 55  |                                         |
| 3   | Avântul Bizonii Recea-Cristur | 6  | 3 | 0 | 3 | 19 | 17 | +2  | 55  |                                         |
| 4   | Arieșul Mihai Viteazu         | 6  | 1 | 0 | 5 | 10 | 20 | −10 | 40  |                                         |

Play-out 
În play-out au participat ultimele șase echipe din sezonul regulat, care au început cu toate punctele acumulate în prima fază a campionatului, iar acesta s-a disputat într-un sistem tur, fiecare echipă jucând împotriva celorlalte o singură dată.
| Loc | Echipa                   | MJ | V | E | Î | GM | GP | DG  | Pct |
| --- | ------------------------ | -- | - | - | - | -- | -- | --- | --- |
| 5   | Unirea Iclod             | 5  | 5 | 0 | 0 | 19 | 3  | +16 | 33  |
| 6   | ȘF Dan Matei Cluj-Napoca | 5  | 2 | 2 | 1 | 16 | 15 | +1  | 32  |
| 7   | Atletic Olimpia Gherla   | 5  | 2 | 1 | 2 | 18 | 13 | +5  | 26  |
| 8   | Sănătatea Cluj II        | 5  | 1 | 0 | 4 | 17 | 15 | +2  | 18  |
| 9   | AF Florești              | 5  | 2 | 2 | 1 | 11 | 13 | −2  | 14  |
| 10  | Juniorul Cluj            | 5  | 0 | 1 | 4 | 9  | 31 | −22 | 14  |

### Constanța
| Loc | Echipa                     | MJ | V  | E | Î  | GM  | GP  | DG   | Pct | Calificare                              |
| --- | -------------------------- | -- | -- | - | -- | --- | --- | ---- | --- | --------------------------------------- |
| 1   | CS Agigea (C, Q)           | 32 | 26 | 2 | 4  | 128 | 34  | +94  | 80  | Calificare baraj promovare Liga a III-a |
| 2   | Portul Constanța           | 32 | 21 | 7 | 4  | 100 | 31  | +69  | 70  |                                         |
| 3   | Poseidon Limanu            | 32 | 21 | 5 | 6  | 124 | 37  | +87  | 68  |                                         |
| 4   | Sparta Techirghiol         | 32 | 21 | 5 | 6  | 121 | 50  | +71  | 68  |                                         |
| 5   | Victoria Cumpăna           | 32 | 20 | 5 | 7  | 102 | 40  | +62  | 65  |                                         |
| 6   | CS Năvodari                | 32 | 20 | 3 | 9  | 108 | 46  | +62  | 63  |                                         |
| 7   | Aurora 23 August           | 32 | 18 | 6 | 8  | 80  | 43  | +37  | 60  |                                         |
| 8   | CS Lumina                  | 32 | 16 | 3 | 13 | 86  | 60  | +26  | 51  |                                         |
| 9   | CSO Murfatlar              | 32 | 16 | 3 | 13 | 63  | 53  | +10  | 51  |                                         |
| 10  | Viitorul Cobadin           | 32 | 13 | 5 | 14 | 49  | 77  | −28  | 44  |                                         |
| 11  | CSO Ovidiu                 | 32 | 13 | 3 | 16 | 81  | 86  | −5   | 42  |                                         |
| 12  | Constructorul Topraisar    | 32 | 12 | 3 | 17 | 83  | 108 | −25  | 39  |                                         |
| 13  | Viitorul Hârșova           | 32 | 10 | 1 | 21 | 50  | 64  | −14  | 31  |                                         |
| 14  | Știința ACALAB Poarta Albă | 32 | 7  | 1 | 24 | 41  | 123 | −82  | 22  |                                         |
| 15  | CS Eforie                  | 32 | 5  | 2 | 25 | 35  | 110 | −75  | 17  |                                         |
| 16  | CS Mihail Kogălniceanu (R) | 32 | 4  | 2 | 26 | 31  | 203 | −172 | 14  | Retrogradare Liga a V-a Constanța       |
| 17  | Farul Tuzla (R)            | 32 | 0  | 2 | 30 | 11  | 128 | −117 | 2   | Retrogradare Liga a V-a Constanța       |

### Covasna
| Loc | Echipa                    | MJ | V  | E | Î  | GM  | GP  | DG   | Pct | Calificare                              |
| --- | ------------------------- | -- | -- | - | -- | --- | --- | ---- | --- | --------------------------------------- |
| 1   | Stăruința Zagon (C, Q)    | 28 | 24 | 1 | 3  | 105 | 21  | +84  | 73  | Calificare baraj promovare Liga a III-a |
| 2   | CSO Baraolt               | 28 | 24 | 0 | 4  | 151 | 27  | +124 | 72  |                                         |
| 3   | Carpați Covasna           | 28 | 23 | 1 | 4  | 140 | 31  | +109 | 70  |                                         |
| 4   | Prima Brăduț              | 28 | 21 | 1 | 6  | 125 | 32  | +93  | 64  |                                         |
| 5   | ACS Arcuș                 | 28 | 17 | 2 | 9  | 94  | 45  | +49  | 53  |                                         |
| 6   | Perkö Sânzieni            | 28 | 17 | 2 | 9  | 77  | 38  | +39  | 53  |                                         |
| 7   | Progresul Sita Buzăului   | 28 | 15 | 3 | 10 | 84  | 48  | +36  | 48  |                                         |
| 8   | FC Păpăuți                | 28 | 11 | 1 | 16 | 58  | 86  | −28  | 34  |                                         |
| 9   | FC Moacșa                 | 28 | 11 | 3 | 14 | 57  | 88  | −31  | 36  |                                         |
| 10  | Harghita Aita Mare        | 28 | 9  | 3 | 16 | 47  | 80  | −33  | 30  |                                         |
| 11  | AFC Cernat                | 28 | 8  | 3 | 17 | 42  | 103 | −61  | 27  |                                         |
| 12  | FC Catalina               | 27 | 7  | 1 | 19 | 37  | 107 | −70  | 22  |                                         |
| 13  | Nemere Ghelința           | 27 | 3  | 3 | 21 | 22  | 108 | −86  | 12  |                                         |
| 14  | Venus Ozun                | 28 | 3  | 2 | 23 | 21  | 134 | −113 | 11  |                                         |
| 15  | Ciucaș Întorsura Buzăului | 28 | 2  | 2 | 24 | 30  | 142 | −112 | 8   |                                         |

### Dâmbovița
| Loc | Echipa                 | MJ | V  | E | Î  | GM  | GP  | DG  | Pct | Calificare sau retrogradare             |
| --- | ---------------------- | -- | -- | - | -- | --- | --- | --- | --- | --------------------------------------- |
| 1   | Voința Crevedia (C, Q) | 28 | 25 | 2 | 1  | 101 | 12  | +89 | 77  | Calificare baraj promovare Liga a III-a |
| 2   | Recolta Gura Șuții     | 28 | 17 | 4 | 7  | 96  | 45  | +51 | 55  |                                         |
| 3   | Viitorul Voinești      | 28 | 17 | 4 | 7  | 80  | 38  | +42 | 55  |                                         |
| 4   | Libertatea Urziceanca  | 28 | 16 | 6 | 6  | 76  | 41  | +35 | 54  |                                         |
| 5   | Viitorul Cojasca       | 28 | 16 | 3 | 9  | 83  | 56  | +27 | 48  |                                         |
| 6   | Voința Tătărani        | 28 | 13 | 5 | 10 | 71  | 45  | +26 | 44  |                                         |
| 7   | Viitorul Aninoasa      | 28 | 12 | 8 | 8  | 71  | 59  | +12 | 44  |                                         |
| 8   | Săgeata Braniștea      | 28 | 11 | 3 | 14 | 79  | 69  | +10 | 36  |                                         |
| 9   | Roberto Ziduri         | 28 | 12 | 3 | 13 | 63  | 91  | −28 | 36  |                                         |
| 10  | CSM Fieni              | 28 | 10 | 5 | 13 | 76  | 78  | −2  | 32  |                                         |
| 11  | FC 1976 Potlogi        | 28 | 9  | 5 | 14 | 61  | 77  | −16 | 32  |                                         |
| 12  | AFC 1948 Brezoaele     | 28 | 7  | 3 | 18 | 54  | 89  | −35 | 24  |                                         |
| 13  | Flacăra Șuța Seacă (O) | 28 | 6  | 3 | 19 | 47  | 96  | −49 | 21  | Calificare baraj retrogradare           |
| 14  | FC Lungulețu (R)       | 28 | 7  | 0 | 21 | 55  | 139 | −84 | 21  | Calificare baraj retrogradare           |
| 15  | ACS Dragomirești (R)   | 28 | 3  | 4 | 21 | 42  | 120 | −78 | 13  | Retrogradare Liga a V-a Dâmbovița       |

1. ↑  Viitorul Cojasca a fost penalizată cu 3 puncte.
2. ↑  Roberto Ziduri a fost penalizată cu 3 puncte.
3. ↑  CSM Fieni a fost penalizată cu 3 puncte.

Baraj retrogradare 
Echipele clasate pe locurile 13 și 14 în Liga a IV-a au jucat împotriva echipelor clasate pe locul 2 în cele două serii ale Ligii a V-a Dâmbovița.
| Echipa 1           | Scor                | Echipa 2     |
| ------------------ | ------------------- | ------------ |
| Flacăra Șuța Seacă | 5–5 d.p. 5–4 d.l.d. | AFC Raciu    |
| Voința Crețu       | 10–1                | FC Lungulețu |

### Dolj
| Loc | Echipa                   | MJ | V  | E | Î  | GM  | GP  | DG   | Pct | Calificare                              |
| --- | ------------------------ | -- | -- | - | -- | --- | --- | ---- | --- | --------------------------------------- |
| 1   | CS Cârcea (C, Q)         | 30 | 22 | 4 | 4  | 122 | 35  | +87  | 70  | Calificare baraj promovare Liga a III-a |
| 2   | RFG Melinești            | 30 | 22 | 2 | 6  | 126 | 40  | +86  | 68  |                                         |
| 3   | Metropolitan Ișalnița    | 30 | 21 | 5 | 4  | 93  | 36  | +57  | 68  |                                         |
| 4   | Știința Cerăt            | 30 | 14 | 2 | 14 | 53  | 65  | −12  | 44  |                                         |
|     |                          |    |    |   |    |     |     |      |     |                                         |
| 5   | Avântul Pielești         | 24 | 12 | 6 | 6  | 96  | 30  | +66  | 42  |                                         |
| 6   | Progresul Băilești       | 24 | 12 | 2 | 10 | 55  | 45  | +10  | 38  |                                         |
| 7   | Unirea Amărăștii de Jos  | 24 | 10 | 7 | 7  | 45  | 35  | +10  | 37  |                                         |
| 8   | Unirea Tricolor Dăbuleni | 24 | 10 | 2 | 12 | 55  | 56  | −1   | 32  |                                         |
| 9   | Știința Danubius Bechet  | 24 | 8  | 4 | 12 | 41  | 54  | −13  | 28  |                                         |
| 10  | Știința Celaru           | 24 | 8  | 3 | 13 | 71  | 66  | +5   | 27  |                                         |
| 11  | Flacăra Moțăței          | 24 | 6  | 1 | 17 | 48  | 66  | −18  | 19  |                                         |
| 12  | Progresul Segarcea       | 24 | 3  | 2 | 19 | 32  | 107 | −75  | 11  |                                         |
| 13  | ACS Leamna (R)           | 24 | 0  | 0 | 24 | 14  | 216 | −202 | 0   | Retrogradare Liga a V-a Dolj            |
| 14  | Dunărea Calafat (D)      | 0  | 0  | 0 | 0  | 0   | 0   | 0    | 0   | S-a retras                              |

1. ↑  După 24 de meciuri, primele patru echipe s-au calificat în play-off-ul campionatului, care s-a desfășurat într-un sistem tur-retur.
2. ↑  Dunărea Calafat s-a retras după 6 etape, iar toate rezultatele sale au fost anulate.

### Galați
| Loc | Echipa                      | MJ | V  | E | Î  | GM | GP | DG  | Pct | Calificare                              |
| --- | --------------------------- | -- | -- | - | -- | -- | -- | --- | --- | --------------------------------------- |
| 1   | Voința Cudalbi (C, Q)       | 22 | 17 | 0 | 5  | 79 | 32 | +47 | 51  | Calificare baraj promovare Liga a III-a |
| 2   | Covurluiul 2021 Târgu Bujor | 22 | 15 | 3 | 4  | 52 | 22 | +30 | 48  |                                         |
| 3   | Gloria Ivești               | 22 | 14 | 4 | 4  | 57 | 18 | +39 | 46  |                                         |
| 4   | Victoria Independența       | 22 | 12 | 4 | 6  | 59 | 37 | +22 | 40  |                                         |
| 5   | Viitorul Umbrărești         | 22 | 10 | 4 | 8  | 44 | 38 | +6  | 34  |                                         |
| 6   | Siretul Cosmești            | 22 | 10 | 2 | 10 | 38 | 43 | −5  | 32  |                                         |
| 7   | Alegria JS Matca            | 22 | 9  | 3 | 10 | 40 | 50 | −10 | 30  |                                         |
| 8   | Agrostar Tulucești          | 22 | 8  | 2 | 12 | 42 | 67 | −25 | 26  |                                         |
| 9   | Progresul Munteni           | 22 | 7  | 3 | 12 | 41 | 51 | −10 | 24  |                                         |
| 10  | CS Ghidigeni                | 22 | 5  | 3 | 14 | 35 | 51 | −16 | 18  |                                         |
| 11  | Avântul Drăgănești          | 22 | 5  | 2 | 15 | 35 | 67 | −32 | 17  |                                         |
| 12  | ACS Lascăr Schela           | 22 | 4  | 2 | 16 | 20 | 66 | −46 | 14  |                                         |

### Gorj
| Loc | Echipa                       | MJ | V  | E | Î  | GM  | GP  | DG   | Pct | Calificare                              |
| --- | ---------------------------- | -- | -- | - | -- | --- | --- | ---- | --- | --------------------------------------- |
| 1   | CSM Târgu Jiu (C, Q)         | 34 | 34 | 0 | 0  | 185 | 11  | +174 | 102 | Calificare baraj promovare Liga a III-a |
| 2   | CSC Negomir                  | 34 | 25 | 3 | 6  | 87  | 34  | +53  | 78  |                                         |
| 3   | CSO Tismana                  | 34 | 22 | 6 | 6  | 85  | 41  | +44  | 72  |                                         |
| 4   | Internațional Bălești        | 34 | 20 | 7 | 7  | 94  | 49  | +45  | 67  |                                         |
| 5   | CSO Turceni                  | 34 | 19 | 3 | 12 | 93  | 47  | +46  | 60  |                                         |
| 6   | Unirea Țânțăreni             | 34 | 18 | 6 | 10 | 78  | 45  | +33  | 60  |                                         |
| 7   | Gilortul Târgu Cărbunești II | 34 | 17 | 4 | 13 | 93  | 86  | +7   | 55  |                                         |
| 8   | Vulturii Fărcășești II       | 34 | 17 | 2 | 15 | 85  | 71  | +14  | 53  |                                         |
| 9   | Petrolul Bustuchin           | 34 | 15 | 5 | 14 | 69  | 64  | +5   | 50  |                                         |
| 10  | Petrolul Țicleni             | 34 | 16 | 4 | 14 | 72  | 63  | +9   | 49  |                                         |
| 11  | Minerul Motru                | 34 | 13 | 8 | 13 | 55  | 44  | +11  | 47  |                                         |
| 12  | Jiul Rovinari                | 34 | 14 | 5 | 15 | 61  | 71  | −10  | 47  |                                         |
| 13  | Minerul Mătăsari             | 34 | 11 | 7 | 16 | 45  | 62  | −17  | 40  |                                         |
| 14  | Petrolul Stoina              | 34 | 12 | 3 | 19 | 68  | 98  | −30  | 39  |                                         |
| 15  | Parângul Bumbești-Jiu        | 34 | 9  | 3 | 22 | 45  | 92  | −47  | 30  |                                         |
| 16  | AS Jupânești                 | 34 | 4  | 2 | 28 | 36  | 171 | −135 | 14  |                                         |
| 17  | Știința Drăguțești           | 33 | 3  | 2 | 28 | 30  | 100 | −70  | 11  |                                         |
| 18  | 7 Noiembrie Costești         | 33 | 1  | 0 | 32 | 14  | 146 | −132 | 3   |                                         |

1. ↑  Petrolul Țicleni a fost penalizată cu 3 puncte.
2. ↑  Știința Drăguțești s-a retras după 26 de etape și a pierdut toate meciurile rămase cu 0–3.
3. ↑  7 Noiembrie Costești s-a retras după 17 etape și a pierdut toate meciurile din a doua jumătate a sezonului cu 0–3.

### Giurgiu
Seria Sud
| Loc | Echipa                     | MJ | V  | E | Î  | GM | GP  | DG   | Pct | Calificare sau retrogradare |
| --- | -------------------------- | -- | -- | - | -- | -- | --- | ---- | --- | --------------------------- |
| 1   | CS Mihai Bravu             | 11 | 10 | 1 | 0  | 51 | 7   | +44  | 31  | Calificare play-off         |
| 2   | AXI Adunații-Copăceni      | 11 | 9  | 1 | 1  | 61 | 7   | +54  | 28  | Calificare play-off         |
| 3   | Victoria Adunații-Copăceni | 11 | 8  | 1 | 2  | 51 | 9   | +42  | 25  | Calificare play-off         |
| 4   | Dunărea Găujani            | 11 | 8  | 1 | 2  | 53 | 12  | +41  | 25  | Calificare play-off         |
| 5   | Energia Remuș              | 11 | 5  | 0 | 6  | 29 | 26  | +3   | 15  | Calificare play-out         |
| 6   | Mihai Viteazul Călugăreni  | 11 | 5  | 0 | 6  | 26 | 25  | +1   | 15  | Calificare play-out         |
| 7   | Gloria Comana              | 11 | 4  | 3 | 4  | 26 | 28  | −2   | 15  | Calificare play-out         |
| 8   | Viitorul Băneasa           | 11 | 4  | 0 | 7  | 23 | 43  | −20  | 12  | Calificare play-out         |
| 9   | Dunărea Oinacu             | 11 | 3  | 1 | 7  | 17 | 34  | −17  | 10  | Calificare play-out         |
| 10  | Unirea Slobozia            | 11 | 2  | 2 | 7  | 23 | 41  | −18  | 8   | Calificare play-out         |
| 11  | Real Colibași              | 11 | 2  | 2 | 7  | 15 | 38  | −23  | 8   | Calificare play-out         |
| 12  | Giganții Vărăști           | 11 | 0  | 0 | 11 | 12 | 117 | −105 | 0   | Calificare play-out         |

Seria Nord
| Loc | Echipa                 | MJ | V | E | Î | GM | GP | DG  | Pct | Calificare sau retrogradare |
| --- | ---------------------- | -- | - | - | - | -- | -- | --- | --- | --------------------------- |
| 1   | FC Bolintin Malu Spart | 10 | 9 | 1 | 0 | 67 | 9  | +58 | 28  | Calificare play-off         |
| 2   | Speranța Săbăreni      | 10 | 7 | 1 | 2 | 36 | 19 | +17 | 22  | Calificare play-off         |
| 3   | AFC Tântava            | 10 | 7 | 1 | 2 | 37 | 17 | +20 | 22  | Calificare play-off         |
| 4   | Zmeii Ogrezeni         | 10 | 6 | 0 | 4 | 28 | 37 | −9  | 18  | Calificare play-off         |
| 5   | Luceafărul Trestieni   | 10 | 6 | 0 | 4 | 28 | 23 | +5  | 18  | Calificare play-out         |
| 6   | Avântul Florești       | 10 | 4 | 0 | 6 | 19 | 18 | +1  | 12  | Calificare play-out         |
| 7   | Maxima Hobaia          | 10 | 3 | 3 | 4 | 24 | 32 | −8  | 12  | Calificare play-out         |
| 8   | Progresul Palanca      | 10 | 3 | 1 | 6 | 17 | 34 | −17 | 10  | Calificare play-out         |
| 9   | Silver Inter Zorile    | 10 | 2 | 1 | 7 | 13 | 36 | −23 | 7   | Calificare play-out         |
| 10  | FC Bolintin-Deal       | 10 | 1 | 2 | 7 | 23 | 37 | −14 | 5   | Calificare play-out         |
| 11  | ACS Podu Doamnei       | 10 | 1 | 2 | 7 | 14 | 44 | −30 | 5   | Calificare play-out         |
| 12  | AFC Singureni (D)      | 0  | 0 | 0 | 0 | 0  | 0  | 0   | 0   | S-a retras                  |

1. ↑  AFC Singureni s-a retras înainte de începerea sezonului.

Play-off 
Play-off-ul s-a disputat în sistem tur-retur, între primele patru echipe din fiecare serie a sezonului regulat. În funcție de locul ocupat la finalul sezonului regulat, echipele au început play-off-ul cu următorul număr de puncte: locul 1 – 3 puncte, locul 2 – 2 puncte, locul 3 – 1 punct, locul 4 – 0 puncte.
| Loc | Echipa                       | MJ | V  | E | Î  | GM | GP | DG  | Pct | Calificare                              |
| --- | ---------------------------- | -- | -- | - | -- | -- | -- | --- | --- | --------------------------------------- |
| 1   | AXI Adunații-Copăceni (C, Q) | 14 | 12 | 0 | 2  | 58 | 8  | +50 | 38  | Calificare baraj promovare Liga a III-a |
| 2   | FC Bolintin Malu Spart       | 14 | 8  | 2 | 4  | 31 | 27 | +4  | 29  |                                         |
| 3   | Dunărea Găujani              | 14 | 8  | 3 | 3  | 33 | 15 | +18 | 27  |                                         |
| 4   | Victoria Adunații-Copăceni   | 14 | 8  | 2 | 4  | 38 | 30 | +8  | 27  |                                         |
| 5   | CS Mihai Bravu               | 14 | 5  | 2 | 7  | 25 | 27 | −2  | 20  |                                         |
| 6   | AFC Tântava                  | 14 | 5  | 2 | 7  | 22 | 28 | −6  | 18  |                                         |
| 7   | Speranța Săbăreni            | 14 | 1  | 2 | 11 | 21 | 55 | −34 | 7   |                                         |
| 8   | Zmeii Ogrezeni               | 14 | 2  | 1 | 11 | 14 | 52 | −38 | 7   |                                         |

Play-out 
Play-out-ul s-a disputat în sistem tur-retur, între echipele clasate pe locurile 5–12 în fiecare serie a sezonului regulat. Acestea au început play-out-ul cu toate punctele acumulate în sezonul regulat. Ultimele două clasate din fiecare serie au retrogradat în Liga a V-a – Giurgiu.
Seria Sud
| Loc | Echipa                    | MJ | V  | E | Î  | GM | GP | DG  | Pct | Retrogradare                    |
| --- | ------------------------- | -- | -- | - | -- | -- | -- | --- | --- | ------------------------------- |
| 5   | Mihai Viteazul Călugăreni | 14 | 10 | 4 | 0  | 39 | 10 | +29 | 49  |                                 |
| 6   | Gloria Comana             | 14 | 8  | 3 | 3  | 36 | 25 | +11 | 42  |                                 |
| 7   | Dunărea Oinacu            | 14 | 7  | 3 | 4  | 31 | 37 | −6  | 34  |                                 |
| 8   | Unirea Slobozia           | 14 | 8  | 1 | 5  | 43 | 28 | +15 | 33  |                                 |
| 9   | Energia Remuș             | 14 | 4  | 2 | 8  | 31 | 32 | −1  | 29  |                                 |
| 10  | Giganții Vărăști          | 14 | 8  | 3 | 3  | 40 | 21 | +19 | 27  |                                 |
| 11  | Viitorul Băneasa (R)      | 14 | 1  | 1 | 12 | 23 | 55 | −32 | 16  | Retrogradare Liga a V-a Giurgiu |
| 12  | Real Colibași (R)         | 14 | 1  | 1 | 12 | 14 | 49 | −35 | 12  | Retrogradare Liga a V-a Giurgiu |

Seria Nord
| Loc | Echipa               | MJ | V | E | Î | GM | GP | DG  | Pct | Retrogradare                    |
| --- | -------------------- | -- | - | - | - | -- | -- | --- | --- | ------------------------------- |
| 5   | Avântul Florești     | 12 | 9 | 1 | 2 | 46 | 16 | +30 | 40  |                                 |
| 6   | Luceafărul Trestieni | 12 | 6 | 3 | 3 | 33 | 27 | +6  | 39  |                                 |
| 7   | Progresul Palanca    | 12 | 5 | 3 | 4 | 27 | 31 | −4  | 28  |                                 |
| 8   | Silver Inter Zorile  | 12 | 5 | 2 | 5 | 29 | 31 | −2  | 24  |                                 |
| 9   | Maxima Hobaia        | 12 | 3 | 2 | 7 | 20 | 36 | −16 | 23  |                                 |
| 10  | ACS Podu Doamnei     | 12 | 4 | 1 | 7 | 28 | 32 | −4  | 18  |                                 |
| 11  | FC Bolintin-Deal (R) | 12 | 3 | 2 | 7 | 26 | 36 | −10 | 16  | Retrogradare Liga a V-a Giurgiu |
| 12  | AFC Singureni (D)    | 0  | 0 | 0 | 0 | 0  | 0  | 0   | 0   | S-a retras                      |

1. ↑  AFC Singureni s-a retras înainte de începerea sezonului.

### Harghita
| Loc | Echipa                         | MJ | V  | E | Î  | GM | GP | DG  | Pct | Calificare sau retrogradare |
| --- | ------------------------------ | -- | -- | - | -- | -- | -- | --- | --- | --------------------------- |
| 1   | CSC Sânsimion                  | 20 | 14 | 1 | 5  | 41 | 21 | +20 | 43  | Calificare play-off         |
| 2   | Unirea Cristuru Secuiesc       | 20 | 13 | 2 | 5  | 64 | 39 | +25 | 38  | Calificare play-off         |
| 3   | Agyagfalvi Lendület Lutița     | 20 | 12 | 2 | 6  | 48 | 29 | +19 | 38  | Calificare play-off         |
| 4   | Golimpiakosz Odorheiu Secuiesc | 20 | 12 | 1 | 7  | 51 | 34 | +17 | 37  | Calificare play-off         |
| 5   | Roseal Odorheiu Secuiesc       | 20 | 10 | 3 | 7  | 44 | 30 | +14 | 33  | Calificare play-off         |
| 6   | Bradul Zetea                   | 20 | 10 | 1 | 9  | 32 | 30 | +2  | 31  | Calificare play-out         |
| 7   | Minerul Bălan                  | 20 | 9  | 0 | 11 | 41 | 40 | +1  | 27  | Calificare play-out         |
| 8   | Pro Mureșul Toplița            | 20 | 7  | 2 | 11 | 35 | 50 | −15 | 23  | Calificare play-out         |
| 9   | Metalul Vlăhița                | 20 | 5  | 2 | 13 | 22 | 43 | −21 | 17  | Calificare play-out         |
| 10  | Bastya Lăzarea                 | 20 | 5  | 1 | 14 | 22 | 51 | −29 | 16  | Calificare play-out         |
| 11  | Ezüstfenyő Ciceu               | 20 | 5  | 1 | 14 | 30 | 63 | −33 | 16  | Calificare play-out         |

1. ↑  Unirea Cristuru Secuiesc a fost penalizată cu 3 puncte.

Play-off 
Play-off-ul s-a desfășurat într-un sistem cu un singur tur, între primele cinci echipe clasate în sezonul regulat. Echipele au început play-off-ul cu jumătate din punctele acumulate în sezonul regulat, rotunjite în sus, fără preluarea altor rezultate din sezonul regulat.
| Loc | Echipa                          | MJ | V | E | Î | GM | GP | DG | Pct | Calificare                              |
| --- | ------------------------------- | -- | - | - | - | -- | -- | -- | --- | --------------------------------------- |
| 1   | Unirea Cristuru Secuiesc (C, Q) | 4  | 3 | 0 | 1 | 15 | 6  | +9 | 28  | Calificare baraj promovare Liga a III-a |
| 2   | CSC Sânsimion                   | 4  | 2 | 0 | 2 | 10 | 8  | +2 | 28  |                                         |
| 3   | Golimpiakosz Odorheiu Secuiesc  | 4  | 3 | 0 | 1 | 8  | 4  | +4 | 28  |                                         |
| 4   | Agyagfalvi Lendület Lutița      | 4  | 1 | 0 | 3 | 7  | 14 | −7 | 22  |                                         |
| 5   | Roseal Odorheiu Secuiesc        | 4  | 1 | 0 | 3 | 3  | 11 | −8 | 20  |                                         |

1. 1 2 3  Unirea Cristuru Secuiesc este înaintea celor de la CSC Sânsimion și Golimpiakosz Odorheiu Secuiesc datorită punctelor nerotunjite preluate din sezonul regulat.
2. 1 2  CSC Sânsimion este înaintea celor de la Golimpiakosz Odorheiu Secuiesc la punctele directe din play-off.

Play-out 
Play-out-ul s-a disputat într-un sistem tur-retur, între ultimele șase echipe din sezonul regulat. Echipele au început play-out-ul cu jumătate din punctele acumulate în sezonul regulat, rotunjite în sus, fără alte rezultate preluate.
| Loc | Echipa              | MJ | V | E | Î | GM | GP | DG | Pct | Retrogradare                     |
| --- | ------------------- | -- | - | - | - | -- | -- | -- | --- | -------------------------------- |
| 6   | Minerul Bălan       | 5  | 3 | 1 | 1 | 18 | 9  | +9 | 24  |                                  |
| 7   | Bradul Zetea        | 5  | 2 | 2 | 1 | 13 | 10 | +3 | 24  |                                  |
| 8   | Pro Mureșul Toplița | 5  | 2 | 1 | 2 | 11 | 12 | −1 | 19  |                                  |
| 9   | Metalul Vlăhița     | 5  | 2 | 1 | 2 | 11 | 12 | −1 | 16  |                                  |
| 10  | Ezüstfenyő Ciceu    | 5  | 2 | 0 | 3 | 6  | 12 | −6 | 14  |                                  |
| 11  | Bastya Lăzarea (R)  | 5  | 1 | 1 | 3 | 7  | 11 | −4 | 12  | Retrogradare Liga a V-a Harghita |

1. 1 2  Minerul Bălan este înaintea celor de la Bradul Zetea la diferența de goluri în play-out.

### Hunedoara
| Loc | Echipa               | MJ | V  | E | Î  | GM  | GP  | DG   | Pct | Calificare            |
| --- | -------------------- | -- | -- | - | -- | --- | --- | ---- | --- | --------------------- |
| 1   | Unirea DMO           | 22 | 19 | 1 | 2  | 116 | 30  | +86  | 58  | Calificare final four |
| 2   | Gloria Geoagiu       | 22 | 19 | 1 | 2  | 88  | 21  | +67  | 58  | Calificare final four |
| 3   | Aurul Brad           | 22 | 13 | 3 | 6  | 56  | 32  | +24  | 42  | Calificare final four |
| 4   | Retezatul Hațeg      | 22 | 11 | 6 | 5  | 50  | 25  | +25  | 39  | Calificare final four |
| 5   | Dacia Orăștie        | 22 | 10 | 8 | 4  | 51  | 32  | +19  | 38  | Calificare play-out   |
| 6   | CFR Simeria          | 22 | 11 | 4 | 7  | 30  | 35  | −5   | 37  | Calificare play-out   |
| 7   | Mihai Viteazu Vulcan | 22 | 11 | 0 | 11 | 52  | 41  | +11  | 33  | Calificare play-out   |
| 8   | Inter Petrila        | 22 | 7  | 6 | 9  | 50  | 48  | +2   | 27  | Calificare play-out   |
| 9   | Șoimul Băița         | 22 | 5  | 3 | 14 | 44  | 60  | −16  | 18  | Calificare play-out   |
| 10  | Victoria Călan       | 22 | 4  | 3 | 15 | 25  | 66  | −41  | 15  | Calificare play-out   |
| 11  | CSM Deva             | 22 | 4  | 0 | 18 | 27  | 87  | −60  | 12  | Calificare play-out   |
| 12  | Minerul Uricani      | 22 | 0  | 1 | 21 | 10  | 122 | −112 | 1   | Calificare play-out   |

Final four 
Turneul Final Four s-a disputat într-un sistem tur-retur între primele patru echipe ale sezonului regulat. Echipele au început play-off-ul Final Four cu jumătate din punctele acumulate în sezonul regulat, rotunjite în sus, fără a păstra alte rezultate din prima fază.
| Loc | Echipa            | MJ | V | E | Î | GM | GP | DG  | Pct | Calificare                              |
| --- | ----------------- | -- | - | - | - | -- | -- | --- | --- | --------------------------------------- |
| 1   | Unirea DMO (C, Q) | 6  | 5 | 0 | 1 | 20 | 9  | +11 | 44  | Calificare baraj promovare Liga a III-a |
| 2   | Gloria Geoagiu    | 6  | 2 | 0 | 4 | 15 | 14 | +1  | 35  |                                         |
| 3   | Aurul Brad        | 6  | 3 | 1 | 2 | 13 | 10 | +3  | 31  |                                         |
| 4   | Retezatul Hațeg   | 6  | 1 | 1 | 4 | 6  | 21 | −15 | 24  |                                         |

Play-out 
Play-out-ul s-a disputat într-un singur tur, într-un sistem fiecare cu fiecare, între ultimele opt echipe ale sezonului regulat. Echipele au început play-out-ul cu jumătate din punctele acumulate în sezonul regulat, rotunjite în sus, fără a păstra alte rezultate din prima fază.
| Loc | Echipa               | MJ | V | E | Î | GM | GP | DG  | Pct |
| --- | -------------------- | -- | - | - | - | -- | -- | --- | --- |
| 5   | Dacia Orăștie        | 7  | 6 | 0 | 1 | 19 | 12 | +7  | 37  |
| 6   | Inter Petrila        | 7  | 6 | 0 | 1 | 29 | 10 | +19 | 32  |
| 7   | CFR Simeria          | 7  | 3 | 1 | 3 | 13 | 12 | +1  | 29  |
| 8   | Șoimul Băița         | 7  | 4 | 1 | 2 | 16 | 14 | +2  | 22  |
| 9   | Mihai Viteazu Vulcan | 7  | 1 | 0 | 6 | 9  | 18 | −9  | 20  |
| 10  | Victoria Călan       | 7  | 3 | 1 | 3 | 11 | 16 | −5  | 18  |
| 11  | CSM Deva             | 7  | 2 | 3 | 2 | 22 | 8  | +14 | 15  |
| 12  | Minerul Uricani      | 7  | 0 | 0 | 7 | 10 | 39 | −29 | 1   |

### Ialomița
| Loc | Echipa                          | MJ | V  | E  | Î  | GM  | GP  | DG   | Pct | Calificare sau retrogradare             |
| --- | ------------------------------- | -- | -- | -- | -- | --- | --- | ---- | --- | --------------------------------------- |
| 1   | FC 2018 Rovine (C, Q)           | 34 | 29 | 4  | 1  | 160 | 40  | +120 | 91  | Calificare baraj promovare Liga a III-a |
| 2   | Înfrățirea Jilavele             | 34 | 25 | 6  | 3  | 137 | 35  | +102 | 81  |                                         |
| 3   | Viitorul Făcăeni                | 34 | 22 | 2  | 10 | 106 | 58  | +48  | 68  |                                         |
| 4   | Bărăganul Ciulnița              | 34 | 20 | 6  | 8  | 94  | 53  | +41  | 66  |                                         |
| 5   | Victoria Munteni-Buzău          | 34 | 18 | 4  | 12 | 76  | 58  | +18  | 58  |                                         |
| 6   | FC Dridu                        | 34 | 18 | 2  | 14 | 79  | 64  | +15  | 56  |                                         |
| 7   | Abatorul Slobozia               | 34 | 17 | 4  | 13 | 101 | 74  | +27  | 55  |                                         |
| 8   | Recolta Bărcănești              | 34 | 16 | 7  | 11 | 83  | 67  | +16  | 55  |                                         |
| 9   | FC Urziceni                     | 34 | 15 | 8  | 11 | 61  | 44  | +17  | 53  |                                         |
| 10  | Real Cosâmbești                 | 34 | 16 | 5  | 13 | 68  | 72  | −4   | 53  |                                         |
| 11  | Unirea Grivița                  | 34 | 14 | 8  | 12 | 77  | 86  | −9   | 50  |                                         |
| 12  | Victoria Țăndărei               | 34 | 12 | 10 | 12 | 51  | 62  | −11  | 46  |                                         |
| 13  | AFC Iazu                        | 34 | 13 | 6  | 15 | 71  | 82  | −11  | 45  |                                         |
| 14  | CS Axintele                     | 34 | 11 | 4  | 19 | 63  | 84  | −21  | 37  |                                         |
| 15  | Stăruința Broșteni              | 34 | 8  | 7  | 19 | 58  | 100 | −42  | 31  |                                         |
| 16  | Flacăra Mihail Kogălniceanu (R) | 34 | 6  | 2  | 26 | 43  | 113 | −70  | 20  | Retrogradare Liga a V-a Ialomița        |
| 17  | Unirea Scânteia (R)             | 34 | 3  | 0  | 31 | 45  | 173 | −128 | 9   | Retrogradare Liga a V-a Ialomița        |
| 18  | Secunda Adâncata (R)            | 34 | 0  | 1  | 33 | 12  | 120 | −108 | 1   | Retrogradare Liga a V-a Ialomița        |

1. ↑  Secunda Adâncata s-a retras după prima jumătate a sezonului și a pierdut toate meciurile din retur cu scorul de 0–3.

### Iași
| Loc | Echipa                   | MJ | V  | E | Î  | GM  | GP  | DG   | Pct | Calificare sau retrogradare             |
| --- | ------------------------ | -- | -- | - | -- | --- | --- | ---- | --- | --------------------------------------- |
| 1   | Moldova Cristești (C, Q) | 30 | 27 | 1 | 2  | 145 | 22  | +123 | 82  | Calificare baraj promovare Liga a III-a |
| 2   | CSM Pașcani              | 30 | 25 | 4 | 1  | 166 | 25  | +141 | 79  |                                         |
| 3   | AS Com-Val Valea Lupului | 30 | 23 | 1 | 6  | 136 | 58  | +78  | 70  |                                         |
| 4   | Victoria Lețcani         | 30 | 20 | 4 | 6  | 112 | 48  | +64  | 64  |                                         |
| 5   | AS Țuțora                | 30 | 20 | 4 | 6  | 98  | 58  | +40  | 64  |                                         |
| 6   | Unirea Ruginoasa         | 30 | 16 | 4 | 10 | 66  | 48  | +18  | 52  |                                         |
| 7   | Stejarul Bârnova         | 30 | 15 | 2 | 13 | 59  | 64  | −5   | 47  |                                         |
| 8   | Voința Voinești          | 30 | 14 | 2 | 14 | 72  | 79  | −7   | 44  |                                         |
| 9   | Gloria Bălțați           | 30 | 13 | 2 | 15 | 93  | 62  | +31  | 41  |                                         |
| 10  | CS Tomești               | 30 | 11 | 1 | 18 | 76  | 112 | −36  | 34  |                                         |
| 11  | Viitorul Hârlau          | 30 | 9  | 4 | 17 | 40  | 74  | −34  | 31  |                                         |
| 12  | Unirea Scânteia          | 30 | 8  | 3 | 19 | 45  | 116 | −71  | 27  |                                         |
| 13  | Zimbru Boureni           | 30 | 7  | 4 | 19 | 49  | 107 | −58  | 25  |                                         |
| 14  | Progresul Deleni         | 30 | 6  | 1 | 23 | 46  | 108 | −62  | 19  |                                         |
| 15  | Gloria Românești (R)     | 30 | 5  | 3 | 22 | 50  | 115 | −65  | 18  | Retrogradare Liga a V-a Iași            |
| 16  | Viitorul Hărmănești (R)  | 30 | 1  | 0 | 29 | 35  | 192 | −157 | 3   | Retrogradare Liga a V-a Iași            |

### Ilfov
| Loc | Echipa                     | MJ | V  | E | Î  | GM  | GP  | DG   | Pct | Calificare sau retrogradare |
| --- | -------------------------- | -- | -- | - | -- | --- | --- | ---- | --- | --------------------------- |
| 1   | Progresul Mogoșoaia        | 25 | 23 | 1 | 1  | 142 | 18  | +124 | 70  | Calificare play-off         |
| 2   | CS Glina                   | 25 | 19 | 2 | 4  | 81  | 41  | +40  | 59  | Calificare play-off         |
| 3   | Olimpic Snagov             | 25 | 17 | 2 | 6  | 73  | 40  | +33  | 53  | Calificare play-off         |
| 4   | CSO Bragadiru              | 25 | 14 | 8 | 3  | 70  | 35  | +35  | 50  | Calificare play-off         |
| 5   | Juniors Berceni            | 24 | 13 | 4 | 7  | 62  | 42  | +20  | 43  |                             |
| 6   | Viitorul Corbeanca         | 25 | 10 | 6 | 9  | 51  | 59  | −8   | 36  |                             |
| 7   | CS Ciorogârla              | 25 | 10 | 4 | 11 | 61  | 59  | +2   | 34  |                             |
| 8   | Voința Domnești            | 25 | 9  | 3 | 13 | 54  | 72  | −18  | 30  |                             |
| 9   | Viitorul Dragomirești-Vale | 24 | 9  | 1 | 14 | 49  | 74  | −25  | 28  |                             |
| 10  | Stejarul Gruiu             | 25 | 8  | 2 | 15 | 46  | 59  | −13  | 26  |                             |
| 11  | CS Măgurele                | 24 | 6  | 4 | 14 | 44  | 62  | −18  | 22  |                             |
| 12  | CS Brănești                | 24 | 6  | 0 | 18 | 43  | 89  | −46  | 18  |                             |
| 13  | Viitorul Vidra             | 25 | 3  | 0 | 22 | 42  | 112 | −70  | 9   |                             |
| 14  | FC 1 Decembrie (D)         | 13 | 1  | 1 | 11 | 16  | 72  | −56  | 4   | S-a retras                  |

1. ↑  FC 1 Decembrie s-a retras după 13 etape.

Play-off 
Semifinale
Meciurile s-au disputat pe 7 iunie 2025 pentru manșa tur, și pe 10 și 11 iunie 2025 pentru manșa retur.
| Echipa 1      | Scor gen. | Echipa 2            | Tur | Retur |
| ------------- | --------- | ------------------- | --- | ----- |
| CS Glina      | 4–3       | Olimpic Snagov      | 2–2 | 2–1   |
| CSO Bragadiru | 3–11      | Progresul Mogoșoaia | 2–3 | 1–8   |

Finala
Meciul s-a jucat pe 14 iunie 2025, pe Stadionul Comunal din 1 Decembrie.
| Echipa 1 | Scor | Echipa 2            |
| -------- | ---- | ------------------- |
| CS Glina | 1–3  | Progresul Mogoșoaia |

Progresul Mogoșoaia a câștigat Liga a IV-a Ilfov și s-a calificat pentru barajul de promovare în Liga a III-a.

### Maramureș
Seria Sud
| Loc | Echipa                   | MJ | V | E | Î | GM | GP | DG  | Pct | Calificare                |
| --- | ------------------------ | -- | - | - | - | -- | -- | --- | --- | ------------------------- |
| 1   | AFC Șișești              | 7  | 5 | 1 | 1 | 21 | 5  | +16 | 16  | Qualification to play-off |
| 2   | Progresul Șomcuta Mare   | 7  | 4 | 2 | 1 | 17 | 8  | +9  | 14  | Qualification to play-off |
| 3   | Academica Recea          | 7  | 4 | 1 | 2 | 17 | 12 | +5  | 13  | Qualification to play-off |
| 4   | Atletic Lăpuș            | 7  | 4 | 0 | 3 | 11 | 12 | −1  | 12  | Qualification to play-off |
| 5   | Minerul Baia Sprie       | 7  | 2 | 3 | 2 | 9  | 7  | +2  | 9   | Qualification to play-out |
| 6   | Lăpușul Târgu Lăpuș      | 7  | 3 | 0 | 4 | 14 | 13 | +1  | 9   | Qualification to play-out |
| 7   | Bradul Groșii Țibleșului | 7  | 2 | 0 | 5 | 7  | 17 | −10 | 6   | Qualification to play-out |
| 8   | CS Fărcașa               | 7  | 0 | 1 | 6 | 7  | 29 | −22 | 1   | Qualification to play-out |

Seria Nord
| Loc | Echipa                   | MJ | V | E | Î | GM | GP | DG  | Pct | Calificare                |
| --- | ------------------------ | -- | - | - | - | -- | -- | --- | --- | ------------------------- |
| 1   | Avântul Bârsana          | 8  | 6 | 2 | 0 | 34 | 12 | +22 | 20  | Qualification to play-off |
| 2   | Bradul Vișeu de Sus      | 8  | 6 | 1 | 1 | 24 | 5  | +19 | 19  | Qualification to play-off |
| 3   | Iza Dragomirești         | 8  | 5 | 1 | 2 | 25 | 13 | +12 | 16  | Qualification to play-off |
| 4   | Cristalul Cavnic         | 8  | 5 | 0 | 3 | 29 | 21 | +8  | 15  | Qualification to play-off |
| 5   | Salina Ocna Șugatag      | 8  | 4 | 1 | 3 | 16 | 16 | 0   | 13  | Qualification to play-out |
| 6   | Recolta Săliștea de Sus  | 8  | 3 | 0 | 5 | 11 | 26 | −15 | 9   | Qualification to play-out |
| 7   | Zorile Moisei            | 8  | 3 | 0 | 5 | 14 | 25 | −11 | 9   | Qualification to play-out |
| 8   | AS Remeți                | 8  | 1 | 0 | 7 | 9  | 26 | −17 | 3   | Qualification to play-out |
| 9   | Plimob Sighetu Marmației | 8  | 0 | 1 | 7 | 14 | 32 | −18 | 1   | Qualification to play-out |

Play-off 
| Loc | Echipa                 | MJ | V  | E | Î  | GM | GP | DG  | Pct | Calificare sau retrogradare             |
| --- | ---------------------- | -- | -- | - | -- | -- | -- | --- | --- | --------------------------------------- |
| 1   | Academica Recea (C, Q) | 14 | 11 | 1 | 2  | 42 | 23 | +19 | 34  | Calificare baraj promovare Liga a III-a |
| 2   | Progresul Șomcuta Mare | 14 | 10 | 2 | 2  | 44 | 17 | +27 | 32  |                                         |
| 3   | AFC Șișești            | 14 | 7  | 2 | 5  | 34 | 29 | +5  | 23  |                                         |
| 4   | Atletic Lăpuș          | 14 | 7  | 2 | 5  | 26 | 23 | +3  | 23  |                                         |
| 5   | Bradul Vișeu de Sus    | 14 | 7  | 0 | 7  | 26 | 28 | −2  | 21  |                                         |
| 6   | Avântul Bârsana        | 14 | 6  | 0 | 8  | 31 | 31 | 0   | 18  |                                         |
| 7   | Iza Dragomirești       | 14 | 4  | 1 | 9  | 22 | 31 | −9  | 13  |                                         |
| 8   | Cristalul Cavnic       | 14 | 0  | 0 | 14 | 9  | 52 | −43 | 0   |                                         |

1. ↑  Cristalul Cavnic s-a retras după etapa a 6-a și a pierdut toate meciurile rămase cu scorul de 0–3.

Play-out 
| Loc | Echipa                       | MJ | V | E | Î | GM | GP | DG  | Pct | Retrogradare                      |
| --- | ---------------------------- | -- | - | - | - | -- | -- | --- | --- | --------------------------------- |
| 9   | Minerul Baia Sprie           | 8  | 6 | 1 | 1 | 28 | 9  | +19 | 19  |                                   |
| 10  | Lăpușul Târgu Lăpuș          | 8  | 6 | 0 | 2 | 25 | 12 | +13 | 18  |                                   |
| 11  | Salina Ocna Șugatag          | 8  | 5 | 0 | 3 | 28 | 16 | +12 | 15  |                                   |
| 12  | Zorile Moisei                | 8  | 5 | 0 | 3 | 23 | 23 | 0   | 15  |                                   |
| 13  | Plimob Sighetu Marmației     | 8  | 4 | 1 | 3 | 22 | 23 | −1  | 13  |                                   |
| 14  | CS Fărcașa                   | 8  | 4 | 0 | 4 | 31 | 23 | +8  | 12  |                                   |
| 15  | AS Remeți                    | 8  | 3 | 0 | 5 | 15 | 18 | −3  | 9   |                                   |
| 16  | Recolta Săliștea de Sus      | 8  | 2 | 0 | 6 | 16 | 40 | −24 | 6   |                                   |
| 17  | Bradul Groșii Țibleșului (R) | 8  | 0 | 0 | 8 | 1  | 25 | −24 | 0   | Retrogradare Liga a V-a Maramureș |

### Mehedinți
| Loc | Echipa                         | MJ | V  | E | Î  | GM  | GP  | DG   | Pct | Calificare sau retrogradare             |
| --- | ------------------------------ | -- | -- | - | -- | --- | --- | ---- | --- | --------------------------------------- |
| 1   | Viitorul Severin (C, Q)        | 28 | 25 | 1 | 2  | 187 | 18  | +169 | 76  | Calificare baraj promovare Liga a III-a |
| 2   | CS Drobeta 2024                | 28 | 24 | 2 | 2  | 130 | 32  | +98  | 74  |                                         |
| 3   | CFR Turnu Severin              | 28 | 22 | 1 | 5  | 100 | 24  | +76  | 67  |                                         |
| 4   | Recolta Dănceu                 | 28 | 21 | 2 | 5  | 93  | 38  | +55  | 65  |                                         |
| 5   | Pandurii Cerneți               | 28 | 17 | 2 | 9  | 91  | 53  | +38  | 53  |                                         |
| 6   | Sănătatea Breznița-Ocol        | 28 | 15 | 5 | 8  | 89  | 43  | +46  | 50  |                                         |
| 7   | Unirea Gârla Mare              | 28 | 10 | 5 | 13 | 56  | 71  | −15  | 35  |                                         |
| 8   | Victoria Drobeta-Turnu Severin | 28 | 10 | 5 | 13 | 53  | 76  | −23  | 35  |                                         |
| 9   | Decebal Eșelnița               | 28 | 10 | 3 | 15 | 52  | 92  | −40  | 33  |                                         |
| 10  | Viitorul Cujmir                | 28 | 9  | 1 | 18 | 51  | 95  | −44  | 28  |                                         |
| 11  | AS Noapteșa                    | 28 | 8  | 2 | 18 | 45  | 112 | −67  | 26  |                                         |
| 12  | Victoria Strehaia              | 28 | 5  | 5 | 18 | 28  | 85  | −57  | 20  |                                         |
| 13  | Victoria Vânju Mare            | 28 | 5  | 4 | 19 | 32  | 84  | −52  | 19  |                                         |
| 14  | Academia Flavius Stoican       | 28 | 5  | 2 | 21 | 43  | 112 | −69  | 17  |                                         |
| 15  | Coșuștea Căzănești             | 28 | 3  | 2 | 23 | 33  | 148 | −115 | 11  |                                         |
| 16  | Inter Salcia (D)               | 0  | 0  | 0 | 0  | 0   | 0   | 0    | 0   | S-a retras                              |

1. ↑  Inter Salcia s-a retras.

### Mureș
Seria 1
| Loc | Echipa                             | MJ | V  | E | Î  | GM | GP | DG  | Pct | Calificare sau retrogradare |
| --- | ---------------------------------- | -- | -- | - | -- | -- | -- | --- | --- | --------------------------- |
| 1   | CS Iernut                          | 14 | 11 | 1 | 2  | 45 | 14 | +31 | 34  | Calificare play-off         |
| 2   | Academica Transilvania Târgu Mureș | 14 | 9  | 4 | 1  | 44 | 14 | +30 | 31  | Calificare play-off         |
| 3   | A&A Grup Târnăveni                 | 14 | 9  | 2 | 3  | 46 | 16 | +30 | 29  | Calificare play-off         |
| 4   | Gaz Metan Daneș                    | 14 | 9  | 1 | 4  | 49 | 21 | +28 | 28  | Calificare play-out         |
| 5   | Mureșul Luduș                      | 14 | 5  | 3 | 6  | 24 | 26 | −2  | 18  | Calificare play-out         |
| 6   | Vulturii Târgu Mureș               | 14 | 4  | 2 | 8  | 24 | 40 | −16 | 14  | Calificare play-out         |
| 7   | Búzásbesenyő Valea Izvoarelor      | 14 | 1  | 1 | 12 | 26 | 66 | −40 | 4   | Calificare play-out         |
| 8   | Chimica Târnăveni                  | 14 | 1  | 0 | 13 | 9  | 70 | −61 | 3   | Calificare play-out         |

Seria 2
| Loc | Echipa                   | MJ | V  | E | Î  | GM | GP | DG  | Pct | Calificare sau retrogradare |
| --- | ------------------------ | -- | -- | - | -- | -- | -- | --- | --- | --------------------------- |
| 1   | ASA Târgu Mureș          | 14 | 13 | 0 | 1  | 89 | 11 | +78 | 39  | Calificare play-off         |
| 2   | Sâncrai Nazna            | 14 | 11 | 1 | 2  | 43 | 18 | +25 | 34  | Calificare play-off         |
| 3   | Mureșul Rușii-Munți      | 14 | 8  | 3 | 3  | 37 | 29 | +8  | 27  | Calificare play-off         |
| 4   | AS Câmpia Râciu          | 14 | 7  | 2 | 5  | 22 | 15 | +7  | 23  | Calificare play-out         |
| 5   | ACS Sovata               | 14 | 6  | 2 | 6  | 28 | 41 | −13 | 20  | Calificare play-out         |
| 6   | CSO Sângeorgiu de Pădure | 14 | 1  | 4 | 9  | 17 | 48 | −31 | 7   | Calificare play-out         |
| 7   | ACS Miercurea Nirajului  | 14 | 2  | 1 | 11 | 15 | 47 | −32 | 7   | Calificare play-out         |
| 8   | Viitorul Aluniș          | 14 | 1  | 1 | 12 | 8  | 50 | −42 | 4   | Calificare play-out         |

Play-off 
Play-off-ul s-a disputat într-un sistem tur-retur. În funcție de locul ocupat în sezonul regulat, echipele au început play-off-ul cu următoarele puncte: locul 1 – 3 puncte, locul 2 – 2 puncte, locul 3 – 1 punct.
| Loc | Echipa                             | MJ | V | E | Î | GM | GP | DG  | Pct | Calificare                              |
| --- | ---------------------------------- | -- | - | - | - | -- | -- | --- | --- | --------------------------------------- |
| 1   | ASA Târgu Mureș (C, Q)             | 10 | 6 | 2 | 2 | 32 | 20 | +12 | 23  | Calificare baraj promovare Liga a III-a |
| 2   | CS Iernut                          | 10 | 5 | 2 | 3 | 23 | 14 | +9  | 20  |                                         |
| 3   | Academica Transilvania Târgu Mureș | 10 | 6 | 0 | 4 | 25 | 20 | +5  | 20  |                                         |
| 4   | A&A Grup Târnăveni                 | 10 | 5 | 1 | 4 | 21 | 20 | +1  | 17  |                                         |
| 5   | Sâncrai Nazna                      | 10 | 2 | 3 | 5 | 13 | 23 | −10 | 11  |                                         |
| 6   | Mureșul Rușii-Munți                | 10 | 2 | 0 | 8 | 21 | 38 | −17 | 7   |                                         |

Play-out 
Play-out-ul s-a disputat într-un singur tur. În funcție de locul ocupat în sezonul regulat, echipele au început play-out-ul cu următoarele puncte: locul 4 – 4 puncte, locul 5 – 3 puncte, locul 6 – 2 puncte, locul 7 – 1 punct, iar locul 8 – 0 puncte.
| Loc | Echipa                        | MJ | V | E | Î | GM | GP | DG  | Pct | Retrogradare                  |
| --- | ----------------------------- | -- | - | - | - | -- | -- | --- | --- | ----------------------------- |
| 7   | Vulturii Târgu Mureș          | 9  | 7 | 2 | 0 | 35 | 6  | +29 | 25  |                               |
| 8   | ACS Miercurea Nirajului       | 9  | 5 | 2 | 2 | 33 | 13 | +20 | 19  |                               |
| 9   | AS Câmpia Râciu               | 9  | 4 | 3 | 2 | 23 | 17 | +6  | 19  |                               |
| 10  | CSO Sângeorgiu de Pădure      | 9  | 4 | 4 | 1 | 22 | 12 | +10 | 17  |                               |
| 11  | Mureșul Luduș                 | 9  | 4 | 2 | 3 | 18 | 10 | +8  | 17  |                               |
| 12  | ACS Sovata                    | 9  | 4 | 1 | 4 | 26 | 23 | +3  | 16  |                               |
| 13  | Gaz Metan Daneș               | 9  | 2 | 2 | 5 | 18 | 46 | −28 | 12  |                               |
| 14  | Búzásbesenyő Valea Izvoarelor | 9  | 3 | 1 | 5 | 26 | 26 | 0   | 11  |                               |
| 15  | Viitorul Aluniș (R)           | 9  | 2 | 2 | 5 | 20 | 27 | −7  | 8   | Retrogradare Liga a V-a Mureș |
| 16  | Chimica Târnăveni (R)         | 9  | 0 | 1 | 8 | 10 | 51 | −41 | 1   | Retrogradare Liga a V-a Mureș |

### Neamț
| Loc | Echipa                  | MJ | V  | E | Î  | GM  | GP  | DG  | Pct | Calificare sau retrogradare             |
| --- | ----------------------- | -- | -- | - | -- | --- | --- | --- | --- | --------------------------------------- |
| 1   | CSM Roman (C, Q)        | 24 | 21 | 2 | 1  | 113 | 21  | +92 | 65  | Calificare baraj promovare Liga a III-a |
| 2   | Speranța Răucești       | 24 | 18 | 2 | 4  | 87  | 34  | +53 | 56  |                                         |
| 3   | Unirea Trifești         | 24 | 16 | 4 | 4  | 61  | 39  | +22 | 52  |                                         |
| 4   | Voința Ion Creangă      | 24 | 16 | 3 | 5  | 102 | 35  | +67 | 51  |                                         |
| 5   | Viitorul Tarcău         | 24 | 15 | 3 | 6  | 68  | 39  | +29 | 48  |                                         |
| 6   | AS Grumăzești           | 24 | 11 | 3 | 10 | 63  | 56  | +7  | 36  |                                         |
| 7   | Viitorul Podoleni       | 24 | 10 | 3 | 11 | 56  | 44  | +12 | 33  |                                         |
| 8   | Pietricica Piatra Neamț | 24 | 8  | 4 | 12 | 46  | 69  | −23 | 28  |                                         |
| 9   | Spartanii Săbăoani      | 24 | 6  | 4 | 14 | 50  | 70  | −20 | 22  |                                         |
| 10  | Siretul Doljești        | 24 | 6  | 2 | 16 | 38  | 85  | −47 | 20  |                                         |
| 11  | ASF Girov               | 24 | 4  | 4 | 16 | 34  | 89  | −55 | 16  |                                         |
| 12  | Borussia Pângărați      | 24 | 4  | 2 | 18 | 49  | 109 | −60 | 14  |                                         |
| 13  | Voința Dochia           | 24 | 1  | 4 | 19 | 32  | 109 | −77 | 7   |                                         |

### Olt
| Loc | Echipa                          | MJ | V  | E | Î  | GM  | GP  | DG   | Pct | Calificare sau retrogradare             |
| --- | ------------------------------- | -- | -- | - | -- | --- | --- | ---- | --- | --------------------------------------- |
| 1   | Lupii Profa (C, Q)              | 26 | 22 | 2 | 2  | 125 | 23  | +102 | 68  | Calificare baraj promovare Liga a III-a |
| 2   | Viitorul Știința Drăgănești-Olt | 26 | 18 | 3 | 5  | 78  | 35  | +43  | 57  |                                         |
| 3   | Academica Balș                  | 26 | 17 | 6 | 3  | 97  | 21  | +76  | 57  |                                         |
| 4   | Unirea 2024 Radomirești         | 26 | 17 | 3 | 6  | 97  | 39  | +58  | 54  |                                         |
| 5   | Oltețul Osica                   | 26 | 16 | 5 | 5  | 65  | 39  | +26  | 53  |                                         |
| 6   | Iris Titulescu                  | 26 | 15 | 5 | 6  | 85  | 41  | +44  | 50  |                                         |
| 7   | Știința Mărunței                | 26 | 14 | 2 | 10 | 92  | 44  | +48  | 44  |                                         |
| 8   | Oltul Slătioara                 | 26 | 13 | 3 | 10 | 77  | 68  | +9   | 42  |                                         |
| 9   | Viitorul Osica de Jos           | 26 | 9  | 2 | 15 | 57  | 78  | −21  | 29  |                                         |
| 10  | Unirea Pârșcoveni               | 26 | 8  | 1 | 17 | 52  | 85  | −33  | 25  |                                         |
| 11  | FC Olt Scornicești              | 26 | 5  | 1 | 20 | 37  | 89  | −52  | 16  |                                         |
| 12  | Viitorul Rusănești (R)          | 26 | 4  | 1 | 21 | 34  | 128 | −94  | 13  | Retrogradare Liga a V-a Olt             |
| 13  | Voința Schitu (R)               | 26 | 4  | 0 | 22 | 29  | 116 | −87  | 12  | Retrogradare Liga a V-a Olt             |
| 14  | Gladius Dobrosloveni (R)        | 26 | 3  | 0 | 23 | 20  | 139 | −119 | 6   | Retrogradare Liga a V-a Olt             |

1. ↑  Gladius Dobrosloveni deducted 3 points.

### Prahova
| Loc | Echipa                             | MJ | V  | E | Î  | GM  | GP  | DG   | Pct | Calificare sau retrogradare             |
| --- | ---------------------------------- | -- | -- | - | -- | --- | --- | ---- | --- | --------------------------------------- |
| 1   | Teleajenul Vălenii de Munte (C, Q) | 34 | 29 | 2 | 3  | 149 | 20  | +129 | 89  | Calificare baraj promovare Liga a III-a |
| 2   | CSO Boldești-Scăeni                | 34 | 29 | 1 | 4  | 150 | 30  | +120 | 88  |                                         |
| 3   | CSO Comarnic                       | 34 | 27 | 2 | 5  | 103 | 23  | +80  | 83  |                                         |
| 4   | CS Câmpina                         | 34 | 24 | 3 | 7  | 108 | 52  | +56  | 75  |                                         |
| 5   | Progresul Drăgănești               | 34 | 22 | 2 | 10 | 102 | 55  | +47  | 68  |                                         |
| 6   | Avântul Măneciu                    | 34 | 21 | 4 | 9  | 85  | 42  | +43  | 67  |                                         |
| 7   | AFC Bănești-Urleta                 | 34 | 18 | 5 | 11 | 108 | 70  | +38  | 59  |                                         |
| 8   | CS Cornu                           | 34 | 18 | 4 | 12 | 98  | 65  | +33  | 58  |                                         |
| 9   | CSL Vărbilău                       | 34 | 15 | 6 | 13 | 64  | 53  | +11  | 51  |                                         |
| 10  | AFC Brebu                          | 34 | 11 | 8 | 15 | 71  | 82  | −11  | 41  |                                         |
| 11  | Petrosport Ploiești                | 34 | 11 | 5 | 18 | 56  | 97  | −41  | 38  |                                         |
| 12  | CS Mănești 2013                    | 34 | 9  | 8 | 17 | 79  | 118 | −39  | 35  |                                         |
| 13  | CS Bucov                           | 34 | 11 | 2 | 21 | 44  | 96  | −52  | 35  |                                         |
| 14  | CS Valea Călugărească              | 34 | 9  | 3 | 22 | 53  | 111 | −58  | 30  |                                         |
| 15  | Tineretul Gura Vitioarei           | 34 | 7  | 4 | 23 | 46  | 111 | −65  | 25  |                                         |
| 16  | CS Brazi                           | 34 | 4  | 5 | 25 | 33  | 87  | −54  | 17  |                                         |
| 17  | Petrolul 95 Ploiești (R)           | 34 | 4  | 4 | 26 | 43  | 153 | −110 | 16  | Retrogradare Liga a V-a Prahova         |
| 18  | Unirea Cocorăștii Colț (R)         | 34 | 2  | 2 | 30 | 19  | 146 | −127 | 8   | Retrogradare Liga a V-a Prahova         |

### Satu Mare
| Loc | Echipa             | MJ | V  | E | Î  | GM | GP | DG  | Pct | Calificare          |
| --- | ------------------ | -- | -- | - | -- | -- | -- | --- | --- | ------------------- |
| 1   | Unirea Tășnad      | 18 | 16 | 0 | 2  | 64 | 17 | +47 | 48  | Calificare play-off |
| 2   | Oașul Negrești-Oaș | 18 | 15 | 0 | 3  | 65 | 16 | +49 | 45  | Calificare play-off |
| 3   | Recolta Dorolț     | 18 | 13 | 1 | 4  | 58 | 29 | +29 | 40  | Calificare play-off |
| 4   | Talna Orașu Nou    | 18 | 11 | 1 | 6  | 41 | 28 | +13 | 34  | Calificare play-off |
| 5   | Turul Micula       | 18 | 8  | 1 | 9  | 36 | 43 | −7  | 25  | Calificare play-out |
| 6   | Știința Beltiug    | 18 | 6  | 2 | 10 | 35 | 57 | −22 | 20  | Calificare play-out |
| 7   | Fortuna Căpleni    | 18 | 6  | 2 | 10 | 25 | 56 | −31 | 20  | Calificare play-out |
| 8   | Victoria Carei     | 18 | 5  | 2 | 11 | 33 | 48 | −15 | 17  | Calificare play-out |
| 9   | CSM Satu Mare II   | 18 | 4  | 1 | 13 | 32 | 56 | −24 | 13  | Calificare play-out |
| 10  | ACS Botiz          | 18 | 1  | 0 | 17 | 12 | 51 | −39 | 3   | Calificare play-out |

Play-out 
Play-out-ul campionatului s-a disputat într-un turneu cu o singură manșă, în sistem fiecare cu fiecare, între ultimele șase echipe din sezonul regular.
| Loc | Echipa           | MJ | V | E | Î | GM | GP | DG | Pct | Retrogradare |
| --- | ---------------- | -- | - | - | - | -- | -- | -- | --- | ------------ |
| 5   | Victoria Carei   | 2  | 1 | 1 | 0 | 8  | 5  | +3 | 4   |              |
| 6   | Fortuna Căpleni  | 3  | 1 | 1 | 1 | 8  | 10 | −2 | 4   |              |
| 7   | Turul Micula     | 2  | 1 | 0 | 1 | 6  | 4  | +2 | 3   |              |
| 8   | CSM Satu Mare II | 1  | 0 | 0 | 1 | 1  | 4  | −3 | 0   |              |
| 9   | Știința Beltiug  | 0  | 0 | 0 | 0 | 0  | 0  | 0  | 0   | S-au retras  |
| 10  | ACS Botiz        | 0  | 0 | 0 | 0 | 0  | 0  | 0  | 0   | S-au retras  |

1. 1 2  Știința Beltiug și ACS Botiz s-au retras.

Play-off 
Semifinale
Meciurile s-au jucat pe 11 și 17 May 2025.
| Recolta Dorolț  | 2–5 | Oașul Negrești-Oaș \|\|1–0\|\|1–5 |
| Talna Orașu Nou | 0–3 | Unirea Tășnad \|\|0–1\|\|0–2      |

Finala
Meciurile s-au jucat pe 1 și 7 iunie 2025.
| Oașul Negrești-Oaș | 2–5 | Unirea Tășnad \|\|2–1\|\|0–4 |

Unirea Tășnad a câștigat Liga a IV-a Satu Mare și s-a calificat pentru barajul de promovare în Liga a III-a.

### Sălaj
| Loc | Echipa                     | MJ | V  | E | Î  | GM  | GP  | DG   | Pct | Calificare sau retrogradare             |
| --- | -------------------------- | -- | -- | - | -- | --- | --- | ---- | --- | --------------------------------------- |
| 1   | AS Chieșd (C, Q)           | 26 | 23 | 2 | 1  | 159 | 27  | +132 | 71  | Calificare baraj promovare Liga a III-a |
| 2   | Inter Cizer                | 26 | 20 | 6 | 0  | 107 | 31  | +76  | 66  |                                         |
| 3   | Someșul Someș-Odorhei      | 26 | 19 | 2 | 5  | 69  | 31  | +38  | 59  |                                         |
| 4   | Unirea Mirșid              | 26 | 17 | 5 | 4  | 86  | 34  | +52  | 56  |                                         |
| 5   | Cetatea Buciumi            | 26 | 13 | 2 | 11 | 66  | 55  | +11  | 41  |                                         |
| 6   | SCO Jibou                  | 26 | 12 | 2 | 12 | 56  | 63  | −7   | 38  |                                         |
| 7   | ACS Bănișor-Peceiu         | 26 | 11 | 2 | 13 | 60  | 81  | −21  | 35  |                                         |
| 8   | Rapid Zimbor               | 26 | 10 | 0 | 16 | 62  | 78  | −16  | 30  |                                         |
| 9   | Ardealul Crișeni           | 26 | 9  | 3 | 14 | 52  | 87  | −35  | 30  |                                         |
| 10  | Venus Giurtelec            | 26 | 9  | 2 | 15 | 65  | 105 | −40  | 29  |                                         |
| 11  | AS Creaca Jac              | 26 | 7  | 4 | 15 | 49  | 77  | −28  | 25  |                                         |
| 12  | AS Cosniciu                | 26 | 7  | 4 | 15 | 49  | 79  | −30  | 25  |                                         |
| 13  | Unirea Ciocmani-Băbeni (R) | 26 | 4  | 1 | 21 | 30  | 82  | −52  | 13  | Retrogradare Liga a V-a Sălaj           |
| 14  | Stejarul Sâg (R)           | 26 | 3  | 1 | 22 | 41  | 121 | −80  | 10  | Retrogradare Liga a V-a Sălaj           |

### Sibiu
| Loc | Echipa                        | MJ | V  | E | Î  | GM  | GP  | DG   | Pct | Calificare                              |
| --- | ----------------------------- | -- | -- | - | -- | --- | --- | ---- | --- | --------------------------------------- |
| 1   | Inter Sibiu (C, Q)            | 26 | 23 | 3 | 0  | 185 | 23  | +162 | 72  | Calificare baraj promovare Liga a III-a |
| 2   | AFC Agnita                    | 26 | 20 | 4 | 2  | 143 | 24  | +119 | 64  |                                         |
| 3   | AS Bradu                      | 26 | 16 | 6 | 4  | 100 | 29  | +71  | 54  |                                         |
| 4   | Voința Sibiu                  | 26 | 17 | 3 | 6  | 96  | 31  | +65  | 54  |                                         |
| 5   | Păltiniș Rășinari             | 26 | 16 | 4 | 6  | 136 | 51  | +85  | 52  |                                         |
| 6   | FC Avrig                      | 26 | 13 | 4 | 9  | 74  | 52  | +22  | 43  |                                         |
| 7   | AFC Miercurea Sibiului 2021   | 26 | 13 | 2 | 11 | 70  | 78  | −8   | 41  |                                         |
| 8   | FC Tălmaciu                   | 26 | 10 | 1 | 15 | 58  | 80  | −22  | 31  |                                         |
| 9   | Quantum/Cuantic Arsenal Sibiu | 26 | 8  | 4 | 14 | 52  | 93  | −41  | 28  |                                         |
| 10  | Arsenal Dârlos (R)            | 26 | 8  | 2 | 16 | 66  | 123 | −57  | 26  | Retrogradare Liga a V-a Sibiu           |
| 11  | CSO Copșa Mică (R)            | 26 | 8  | 2 | 16 | 46  | 128 | −82  | 26  | Retrogradare Liga a V-a Sibiu           |
| 12  | Sparta Mediaș (R)             | 26 | 5  | 3 | 18 | 34  | 72  | −38  | 18  | Retrogradare Liga a V-a Sibiu           |
| 13  | Recolta Alma (R)              | 26 | 4  | 0 | 22 | 35  | 157 | −122 | 12  | Retrogradare Liga a V-a Sibiu           |
| 14  | Flacăra Gaz-Metan Mediaș (R)  | 26 | 2  | 0 | 24 | 28  | 182 | −154 | 6   | Retrogradare Liga a V-a Sibiu           |

1. ↑  Sparta Mediaș s-a retras după prima jumătate a sezonului și a pierdut toate meciurile rămase cu scorul de 0–3.[80]

### Suceava
| Loc | Echipa                    | MJ | V  | E | Î  | GM  | GP  | DG   | Pct | Calificare                              |
| --- | ------------------------- | -- | -- | - | -- | --- | --- | ---- | --- | --------------------------------------- |
| 1   | Cetatea Suceava (C, Q)    | 22 | 21 | 1 | 0  | 132 | 15  | +117 | 64  | Calificare baraj promovare Liga a III-a |
| 2   | Viitorul Liteni           | 22 | 17 | 3 | 2  | 70  | 23  | +47  | 54  |                                         |
| 3   | Juniorul Salcea           | 22 | 16 | 1 | 5  | 81  | 40  | +41  | 49  |                                         |
| 4   | Bradul Putna              | 22 | 14 | 2 | 6  | 71  | 38  | +33  | 44  |                                         |
| 5   | Forestierul Frumosu       | 22 | 10 | 2 | 10 | 46  | 50  | −4   | 32  |                                         |
| 6   | Progresul Frătăuții Vechi | 22 | 10 | 1 | 11 | 45  | 49  | −4   | 31  |                                         |
| 7   | Juniorul Suceava          | 22 | 8  | 3 | 11 | 55  | 64  | −9   | 27  |                                         |
| 8   | Moldova Drăgușeni         | 22 | 8  | 3 | 11 | 59  | 75  | −16  | 27  |                                         |
| 9   | Minerul Iacobeni          | 22 | 8  | 1 | 13 | 47  | 61  | −14  | 25  |                                         |
| 10  | Dream Team Ipotești       | 22 | 5  | 4 | 13 | 41  | 59  | −18  | 19  |                                         |
| 11  | Zimbrul Siret (R)         | 22 | 3  | 0 | 19 | 24  | 103 | −79  | 9   | Retrogradare Liga a V-a Suceava         |
| 12  | Recolta Fântânele (R)     | 22 | 1  | 1 | 20 | 18  | 112 | −94  | 4   | Retrogradare Liga a V-a Suceava         |

### Teleorman
| Loc | Echipa                | MJ | V  | E | Î  | GM  | GP | DG  | Pct | Calificare                              |
| --- | --------------------- | -- | -- | - | -- | --- | -- | --- | --- | --------------------------------------- |
| 1   | CSL Nanov (C, Q)      | 26 | 25 | 0 | 1  | 108 | 17 | +91 | 75  | Calificare baraj promovare Liga a III-a |
| 2   | Dinamic Kids Videle   | 26 | 18 | 4 | 4  | 90  | 43 | +47 | 58  |                                         |
| 3   | Astra Plosca          | 26 | 15 | 4 | 7  | 69  | 42 | +27 | 49  |                                         |
| 4   | Rapid Buzescu         | 26 | 15 | 4 | 7  | 67  | 45 | +22 | 49  |                                         |
| 5   | Voința Saelele 2017   | 26 | 13 | 3 | 10 | 65  | 55 | +10 | 42  |                                         |
| 6   | ACS Drăgănești-Vlașca | 26 | 12 | 4 | 10 | 65  | 51 | +14 | 40  |                                         |
| 7   | Avântul Bragadiru     | 26 | 11 | 6 | 9  | 32  | 38 | −6  | 39  |                                         |
| 8   | Metalul Peretu        | 26 | 10 | 6 | 10 | 45  | 50 | −5  | 36  |                                         |
| 9   | Viitorul Lunca        | 26 | 10 | 3 | 13 | 45  | 52 | −7  | 33  |                                         |
| 10  | ASC Seaca             | 26 | 8  | 3 | 15 | 45  | 68 | −23 | 27  |                                         |
| 11  | Tineretul Suhaia      | 26 | 7  | 6 | 13 | 42  | 65 | −23 | 27  |                                         |
| 12  | Steaua Spătărei       | 26 | 7  | 4 | 15 | 36  | 58 | −22 | 25  |                                         |
| 13  | Atletic Orbeasca (R)  | 26 | 5  | 3 | 18 | 29  | 81 | −52 | 18  | Retrogradare Liga a V-a Teleorman       |
| 14  | Vulturii Mereni (R)   | 26 | 1  | 0 | 25 | 16  | 89 | −73 | 3   | Retrogradare Liga a V-a Teleorman       |

1. ↑  Vulturii Mereni s-au retras după 13 etape și au pierdut toate meciurile rămase cu scorul de 0–3.

### Timiș
| Loc | Echipa                 | MJ | V  | E  | Î  | GM | GP | DG  | Pct | Calificare                              |
| --- | ---------------------- | -- | -- | -- | -- | -- | -- | --- | --- | --------------------------------------- |
| 1   | CSM Lugoj (C, Q)       | 30 | 27 | 1  | 2  | 81 | 15 | +66 | 82  | Calificare baraj promovare Liga a III-a |
| 2   | ACS Sânandrei Carani   | 30 | 22 | 5  | 3  | 83 | 29 | +54 | 71  |                                         |
| 3   | Flacăra Parța          | 30 | 18 | 5  | 7  | 78 | 44 | +34 | 59  |                                         |
| 4   | UVT Timișoara          | 30 | 17 | 7  | 6  | 65 | 26 | +39 | 58  |                                         |
| 5   | CSO Deta               | 30 | 18 | 3  | 9  | 73 | 47 | +26 | 57  |                                         |
| 6   | Unirea Sânnicolau Mare | 30 | 13 | 6  | 11 | 66 | 64 | +2  | 45  |                                         |
| 7   | CSC Liebling           | 30 | 10 | 10 | 10 | 46 | 44 | +2  | 40  |                                         |
| 8   | Millenium Giarmata     | 30 | 10 | 8  | 12 | 51 | 64 | −13 | 38  |                                         |
| 9   | CSC Belinț             | 30 | 10 | 8  | 12 | 46 | 58 | −12 | 38  |                                         |
| 10  | Progresul Ciacova      | 30 | 9  | 7  | 14 | 47 | 67 | −20 | 34  |                                         |
| 11  | Gloria Moșnița Nouă    | 30 | 7  | 12 | 11 | 49 | 45 | +4  | 33  |                                         |
| 12  | Cocoșul Orțișoara      | 30 | 9  | 5  | 16 | 50 | 71 | −21 | 32  |                                         |
| 13  | Pobeda Stár Bišnov     | 30 | 7  | 5  | 18 | 49 | 78 | −29 | 26  |                                         |
| 14  | AS Gelu                | 30 | 5  | 6  | 19 | 34 | 76 | −42 | 21  |                                         |
| 15  | CSC Ghiroda II         | 30 | 6  | 3  | 21 | 47 | 85 | −38 | 21  |                                         |
| 16  | ACS Recaș (R)          | 30 | 4  | 5  | 21 | 35 | 87 | −52 | 17  | Retrogradare Liga a V-a Timiș           |